# Liga Europa Conferencia de la UEFA 2023-24
La Liga Europa Conferencia de la UEFA 2023-24 (UECL) fue la 3.ª edición de la competición. La final se jugó en el Estadio Agia Sofía de Atenas. El campeón Olympiacos se clasificó directamente para la Liga Europa de la UEFA 2024-25.

## Asignación
Al igual que en la Liga de Campeones de la UEFA, la clasificación para la Liga Europa Conferencia de la UEFA se dividirá en dos "rutas": Ruta de Campeones y Ruta de Liga. Sin embargo, a diferencia de la Liga de Campeones, la Ruta de Campeones solo será disputada por los equipos que hayan perdido partidos de clasificación en la Liga de Campeones y, por lo tanto, han sido relegados directamente a la Liga Conferencia de la UEFA.
La clasificación para la Ruta de Liga se basa en el criterio estándar de coeficiente de la UEFA común a los torneos de la UEFA. Cada asociación tendrá tres participantes, a excepción de:
- Las asociaciones 1–5, que solo tendrán un participante
- Las asociaciones 6–9, 11–16 y 51–55, que tendrán dos participantes
- Las asociaciones 17–50, que tendrán 3 participantes.
- Liechtenstein no tiene una liga nacional y, por lo tanto, solo deberá presentar el ganador de la Copa de Liechtenstein.

Basándose en esta reorganización del fútbol de la UEFA, ninguna asociación se beneficiará de más plazas para el fútbol continental que las que tenían antes del ciclo de competición 2021–24, siendo el torneo esencialmente las asociaciones más bajas del torneo de la Europa League anterior, pero dividido en un torneo secundario.

### Clasificación de la asociación
Para la Liga Conferencia 2023-24, a las asociaciones se les asignan plazas de acuerdo con sus coeficientes de país de la UEFA 2022, que toma en cuenta su rendimiento en las competiciones europeas de 2017-18 a 2021-22.
| Clasif. | Asociación      | Coef.   | Equipos | Notas    |
| ------- | --------------- | ------- | ------- | -------- |
| 1       | Inglaterra      | 106.641 | 1       |          |
| 2       | España          | 96.141  | 1       | +1 (UEL) |
| 3       | Italia          | 76.902  | 1       |          |
| 4       | Alemania        | 75.213  | 1       |          |
| 5       | Francia         | 60.081  | 1       |          |
| 6       | Portugal        | 53.382  | 2       |          |
| 7       | Países Bajos    | 49.300  | 2       | +1 (UEL) |
| 8       | Austria         | 38.850  | 2       | +1 (UEL) |
| 9       | Escocia         | 36.900  | 2       | +1 (UEL) |
| 10      | Rusia           | 34.482  | 0       |          |
| 11      | Serbia          | 33.375  | 2       | +1 (UEL) |
| 12      | Ucrania         | 31.800  | 2       | +1 (UEL) |
| 13      | Bélgica         | 30.600  | 2       | +1 (UEL) |
| 14      | Suiza           | 29.675  | 2       | +2 (UEL) |
| 15      | Grecia          | 28.200  | 2       | +1 (UEL) |
| 16      | República Checa | 27.800  | 2       |          |
| 17      | Noruega         | 27.250  | 3       | +1 (UEL) |
| 18      | Dinamarca       | 27.175  | 3       |          |
| 19      | Croacia         | 27.150  | 3       | +1 (UEL) |

| Clasif. | Asociación           | Coef.  | Equipos | Notas    |
| ------- | -------------------- | ------ | ------- | -------- |
| 20      | Turquía              | 27.100 | 3       |          |
| 21      | Chipre               | 26.375 | 3       |          |
| 22      | Israel               | 24.375 | 3       | +1 (UEL) |
| 23      | Suecia               | 22.875 | 3       |          |
| 24      | Bulgaria             | 19.500 | 3       | +1 (UEL) |
| 25      | Rumania              | 17.150 | 3       | +1 (UCL) |
| 26      | Azerbaiyán           | 17.000 | 3       |          |
| 27      | Hungría              | 16.375 | 3       | +1 (UCL) |
| 28      | Polonia              | 15.875 | 3       |          |
| 29      | Kazajistán           | 15.750 | 3       | +1 (UEL) |
| 30      | Eslovaquia           | 15.625 | 3       | +1 (UEL) |
| 31      | Eslovenia            | 15.000 | 3       | +1 (UEL) |
| 32      | Bielorrusia          | 12.500 | 3       | +1 (UEL) |
| 33      | Moldavia             | 11.250 | 3       |          |
| 34      | Lituania             | 10.000 | 3       | +1 (UEL) |
| 35      | Bosnia y Herzegovina | 9.125  | 3       | +1 (UEL) |
| 36      | Finlandia            | 8.875  | 3       | +1 (UEL) |
| 37      | Luxemburgo           | 8.750  | 3       | +1 (UCL) |

| Clasif. | Asociación          | Coef. | Equipos | Notas    |
| ------- | ------------------- | ----- | ------- | -------- |
| 38      | Letonia             | 8.625 | 3       | +1 (UCL) |
| 39      | Kosovo              | 8.166 | 3       | +1 (UCL) |
| 40      | Irlanda             | 8.125 | 3       | +1 (UCL) |
| 41      | Armenia             | 8.125 | 3       | +1 (UCL) |
| 42      | Irlanda del Norte   | 8.083 | 3       | +1 (UCL) |
| 43      | Albania             | 8.000 | 3       | +1 (UCL) |
| 44      | Islas Feroe         | 7.250 | 3       | +1 (UEL) |
| 45      | Estonia             | 7.041 | 3       | +1 (UCL) |
| 46      | Malta               | 7.000 | 3       | +1 (UCL) |
| 47      | Georgia             | 7.000 | 3       | +1 (UCL) |
| 48      | Macedonia del Norte | 7.000 | 3       | +1 (UCL) |
| 49      | Liechtenstein       | 6.500 | 1       |          |
| 50      | Gales               | 5.500 | 3       | +1 (UCL) |
| 51      | Gibraltar           | 5.416 | 2       | +1 (UCL) |
| 52      | Islandia            | 5.375 | 2       | +1 (UEL) |
| 53      | Montenegro          | 4.875 | 2       | +1 (UCL) |
| 54      | Andorra             | 4.665 | 2       | +1 (UCL) |
| 55      | San Marino          | 1.332 | 2       | +1 (UCL) |

### Distribución
Los equipos accederán de acuerdo a la lista de acceso.
|                                                       |                                                       | Equipos que entran en esta fase | Equipos que provienen de la fase anterior                                                                               | Equipos transferidos de la Liga de Campeones                                                                                             | Equipos transferidos de la Liga Europa                                                      |
| ----------------------------------------------------- | ----------------------------------------------------- | --- | --- | --- | ------------------------------------------------------------------------------------------- |
| Primera Ronda Clasificatoria (62 equipos)             | Primera Ronda Clasificatoria (62 equipos)             | - 16 ganadores de copa nacionales de asociaciones 40–55 - 25 subcampeones de las asociaciones 30–55 (excluyendo de Liechtenstein) - 21 equipos clasificados en tercer lugar de la liga doméstica de asociaciones 29–50 (exluyendo Liechtenstein)                                                     | | |                                                                                             |
| Segunda Ronda Clasificatoria (106 equipos)            | Ruta de Campeones (16 equipos)                        | | | - 3 perdedores de la Ronda Preliminar de la Liga de Campeones - 13 perdedores de la Primera ronda clasificatoria de la Liga de Campeones |                                                                                             |
| Segunda Ronda Clasificatoria (106 equipos)            | Ruta de Liga (90 equipos)                             | - 20 ganadores de copa nacionales de asociaciones 20–39 - 14 subcampeones de la liga nacional de las asociaciones 16–29 - 16 equipos en tercer lugar de las asociaciones 13–28 - 8 equipos en cuarto lugar de las asociaciones 7–15 (excluyendo Rusia) - 1 equipo en quinto lugar de la asociación 6 | - 31 ganadores de la Primera Ronda Clasificatoria                                                                       | |                                                                                             |
| Tercera Ronda Clasificatoria (64 equipos)             | Ruta de Campeones (10 equipos)                        | | - 8 ganadores de la Ruta de Campeones de la Segunda ronda clasificatoria                                                | - 2 perdedores de la Primera ronda clasificatoria de la Liga de Campeones                                                                |                                                                                             |
| Tercera Ronda Clasificatoria (64 equipos)             | Ruta de Liga (54 equipos)                             | - 3 ganadores de copa nacionales de asociaciones 17–19 - 5 equipos en tercer lugar de las asociaciones 7–12 (excluyendo Rusia) - 1 equipo en cuarto lugar de la asociación 6 | - 45 ganadores de la Ruta de Liga de la Segunda ronda clasificatoria                                                    | |                                                                                             |
| Ronda de Play-Off (44 equipos)                        | Ruta de Campeones (10 equipos)                        | | - 5 ganadores de la Ruta de Campeones de la Tercera ronda clasificatoria                                                | | - 5 perdedores de la Ruta de Campeones de la Tercera ronda clasificatoria de la Liga Europa |
| Ronda de Play-Off (44 equipos)                        | Ruta de Liga (34 equipos)                             | - 1 equipo en quinto lugar de la asociación 5 - 4 equipos en sexto lugar de las asociaciones 1–4 | - 27 ganadores de la Ruta de Liga de la Tercera ronda clasificatoria                                                    | | - 2 perdedores de la Ruta de Liga de la Tercera ronda clasificatoria de la Liga Europa      |
| Fase de Grupos (32 equipos)                           | Fase de Grupos (32 equipos)                           | | - 5 ganadores de la Ruta de Campeones de la Ronda de Play-Off - 17 ganadores de la Ruta de Liga de la Ronda de Play-Off | | - 10 perdedores de la Ronda de Play-Off de la Liga Europa                                   |
| Ronda Preliminar de la Fase Eliminatoria (16 equipos) | Ronda Preliminar de la Fase Eliminatoria (16 equipos) | | - 8 subcampeones de la fase de grupos                                                                                   | | - 8 equipos clasificados en tercer lugar de la fase de grupos de la Liga Europa             |
| Fase Eliminatoria (16 equipos)                        | Fase Eliminatoria (16 equipos)                        | | - 8 ganadores de la fase de grupos - 8 ganadores de la Ronda Preliminar de la Fase Eliminatoria                         | |                                                                                             |

## Participantes
- CC: Campeón de copa
- CCL: Campeón de Copa de la Liga
- TR: Ganador de temporada regular
- PO: Ganador de play-off
- LC: Procedente de la Liga de Campeones
  - 1R: Perdedor de la Primera ronda previa
  - RP: Perdedor de la Ronda preliminar
- EL: Procedente de la Liga Europa
  - FG: Tercero en Fase de grupos
  - PO: Perdedor de la Ronda de play-off
  - 3R: Perdedor de la Tercera ronda previa

| Ronda preliminar de la fase eliminatoria | Ronda preliminar de la fase eliminatoria | Ronda preliminar de la fase eliminatoria | Ronda preliminar de la fase eliminatoria |
| ---------------------------------------- | ---------------------------------------- | ---------------------------------------- | ---------------------------------------- |
| Olympiacos (EL FG)                       | Real Betis (EL FG)                       | Union Saint-Gilloise (EL FG)             | Servette (EL FG)                         |
| Ajax (EL FG)                             | Sturm Graz (EL FG)                       | Maccabi Haifa (EL FG)                    | Molde (EL FG)                            |
| Fase de grupos                           |                                          |                                          |                                          |
| Zoryá Lugansk (EL PO)                    | Ludogorets Razgrad (EL PO)               | KÍ Klaksvík (EL PO)                      | Slovan Bratislava (EL PO)                |
| Čukarički (EL PO)                        | Aberdeen (EL PO)                         | Olimpija Ljubljana (EL PO)               | Dinamo Zagreb (EL PO)                    |
| Lugano (EL PO)                           | Zrinjski Mostar (EL PO)                  |                                          |                                          |
| Ronda de play-off                        |                                          |                                          |                                          |
| Ruta de Campeones                        | Ruta de Campeones                        | Ruta de Liga                             | Ruta de Liga                             |
| Žalgiris (EL 3R)                         | Žalgiris (EL 3R)                         | Aston Villa (7.º)                        | Genk (EL 3R)                             |
| HJK (EL 3R)                              | HJK (EL 3R)                              | Osasuna (7.º)                            | Dnipro-1 (EL 3R)                         |
| Breiðablik (EL 3R)                       | Breiðablik (EL 3R)                       | Fiorentina (8.°)                         |                                          |
| BATE Borísov (EL 3R)                     | BATE Borísov (EL 3R)                     | Eintracht Fráncfort (7.°)                |                                          |
| Astaná (EL 3R)                           | Astaná (EL 3R)                           | Lille (5.º)                              |                                          |
| Tercera ronda clasificatoria             |                                          |                                          |                                          |
| Ruta de Campeones                        | Ruta de Liga                             | Ruta de Liga                             | Ruta de Liga                             |
| Lincoln Red Imps (LC 1R)                 | Arouca (5.º)                             | Heart of Midlothian (4.º)                | Brann (CC)                               |
| Flora (LC 1R)                            | AZ Alkmaar (4.º)                         | Partizán (4.º)                           | Nordsjælland (2.°)                       |
|                                          | Rapid Viena (4.º)                        | Dinamo de Kiev (4.º)                     | Hajduk Split (CC)                        |
| Segunda ronda clasificatoria             |                                          |                                          |                                          |
| Ruta de Campeones                        | Ruta de Liga                             | Ruta de Liga                             | Ruta de Liga                             |
| The New Saints (LC 1R)                   | Vitória Guimarães (6.º)                  | Fenerbahçe (CC)                          | Neftchi Bakú (3.º)                       |
| Ballkani (LC 1R)                         | Twente (PO)                              | Beşiktaş (3.º)                           | Zalaegerszegi (CC)                       |
| Shamrock Rovers (LC 1R)                  | Austria Viena (PO)                       | Adana Demirspor (4.º)                    | Kecskeméti (2.º)                         |
| Struga (LC 1R)                           | Hibernian (5.º)                          | Omonia Nicosia (CC)                      | Debreceni (3.º)                          |
| Ferencváros (LC 1R)                      | Vojvodina (5.º)                          | APOEL (2.º)                              | Legia Varsovia (CC)                      |
| Valmiera (LC 1R)                         | Vorskla Poltava (5.º)                    | AEK Larnaca (3.º)                        | Lech Poznań (3.º)                        |
| Larne (LC 1R)                            | Club Brujas (4.º)                        | Beitar Jerusalén (CC)                    | Pogoń Szczecin (4.º)                     |
| Swift Hesperange (LC 1R)                 | Gent (5.º)                               | Hapoel Be'er Sheva (2.º)                 | Ordabasy (CC)                            |
| Farul Constanța (LC 1R)                  | Lucerna (4.º)                            | Maccabi Tel Aviv (3.º)                   | Aktobe (2.º)                             |
| Ħamrun Spartans (LC 1R)                  | Basilea (5.º)                            | Djurgårdens (2.º)                        | Spartak Trnava (CC)                      |
| Urartu (LC 1R)                           | PAOK (4.º)                               | Hammarby (3.º)                           | Celje (2.º)                              |
| Partizán Tirana (LC 1R)                  | Aris (5.º)                               | Kalmar (4.º)                             | Torpedo Zhodino (CC)                     |
| Dinamo Tiflis (LC 1R)                    | Viktoria Plzeň (3.º)                     | CSKA Sofía (2.º)                         | Petrocub Hîncești (2.º)                  |
| Budućnost Podgorica (LC RP)              | Bohemians (4.º)                          | CSKA 1948 (3.º)                          | Kauno Žalgiris (2.º)                     |
| Atlètic Club d'Escaldes (LC RP)          | Bodø/Glimt (2.º)                         | Levski Sofía (PO)                        | Borac Banja Luka (2.º)                   |
| Tre Penne (LC RP)                        | Rosenborg (3.º)                          | Sepsi (CC)                               | KuPS (CC)                                |
|                                          | AGF (3.º)                                | FCSB (2.º)                               | Differdange 03 (CC)                      |
| Midtjylland (PO)                         | CFR Cluj (PO)                            | Auda (CC)                                |                                          |
| Osijek (3.º)                             | Qäbälä (CC)                              | Drita (2.º)                              |                                          |
| Rijeka (4.º)                             | Sabah (2.º)                              |                                          |                                          |
| Primera ronda clasificatoria             |                                          |                                          |                                          |
| Tobol (3.º)                              | F91 Dudelange (3.º)                      | Vllaznia (4.º)                           | Shkëndija (3.º)                          |
| Dunajská Streda (2.º)                    | Riga (2.º)                               | Víkingur Gøta (CC)                       | Vaduz (CC)                               |
| Žilina (PO)                              | RFS (3.º)                                | HB Tórshavn (3.º)                        | Connah's Quay Nomads (2.º)               |
| Maribor (3.º)                            | Gjilani (3.º)                            | B36 Tórshavn (4.º)                       | Peny Bont (3.º)                          |
| Domžale (4.º)                            | Dukagjini (4.º)                          | Narva Trans (CC)                         | Haverfordwest County (PO)                |
| Dinamo Minsk (4.º)                       | Derry City (CC)                          | Levadia (2.º)                            | Bruno's Magpies (CC)                     |
| Neman Grodno (9.º)                       | Dundalk (3.º)                            | Paide Linnameeskond (3.º)                | Europa (2.º)                             |
| Zimbru Chișinău (3.º)                    | St. Patrick's Athletic (4.º)             | Birkirkara (CC)                          | Víkingur Reykjavík (CC)                  |
| Milsami Orhei (4.º)                      | Pyunik (2°)                              | Gżira United (3.º)                       | KA (2.º)                                 |
| Panevėžys (3.º)                          | Ararat-Armenia (3.º)                     | Balzan (4.º)                             | Sutjeska (CC)                            |
| Hegelmann (4.º)                          | Alashkert (4.º)                          | Torpedo Kutaisi (CC)                     | Arsenal Tivat (3.º)                      |
| Željezničar (3.º)                        | Crusaders (CC)                           | Dinamo Batumi (2.º)                      | Inter Club d'Escaldes (CC)               |
| Sarajevo (4.º)                           | Linfield (2.º)                           | Dila Gori (3.º)                          | Santa Coloma (3.º)                       |
| Honka (3.º)                              | Glentoran (PO)                           | Makedonija (CC)                          | Cosmos (2.º)                             |
| Haka (PO)                                | Egnatia (CC)                             | Shkupi (2.º)                             | La Fiorita (3.º)                         |
| Progrès Niedercorn (2.º)                 | Tirana (2.º)                             |                                          |                                          |

## Calendario
El calendario de la competición es el siguiente, todos los sorteos se llevan a cabo en la sede de la UEFA en Nyon, Suiza.
| Fase              | Ronda             | Sorteo                  | Ida                      | Vuelta                   |
| ----------------- | ----------------- | ----------------------- | ------------------------ | ------------------------ |
| Clasificación     | Primera ronda     | 20 de junio de 2023     | 13 de julio de 2023      | 20 de julio de 2023      |
| Clasificación     | Segunda ronda     | 21 de junio de 2023     | 27 de julio de 2023      | 3 de agosto de 2023      |
| Clasificación     | Tercera ronda     | 24 de julio de 2023     | 10 de agosto de 2023     | 17 de agosto de 2023     |
| Play-off          | Ronda de Play-off | 7 de agosto de 2023     | 24 de agosto de 2023     | 31 de agosto de 2023     |
| Fase de grupos    | Jornada 1         | 1 de septiembre de 2023 | 21 de septiembre de 2023 | 21 de septiembre de 2023 |
| Fase de grupos    | Jornada 2         | 1 de septiembre de 2023 | 5 de octubre de 2023     | 5 de octubre de 2023     |
| Fase de grupos    | Jornada 3         | 1 de septiembre de 2023 | 26 de octubre de 2023    | 26 de octubre de 2023    |
| Fase de grupos    | Jornada 4         | 1 de septiembre de 2023 | 9 de noviembre de 2023   | 9 de noviembre de 2023   |
| Fase de grupos    | Jornada 5         | 1 de septiembre de 2023 | 30 de noviembre de 2023  | 30 de noviembre de 2023  |
| Fase de grupos    | Jornada 6         | 1 de septiembre de 2023 | 14 de diciembre de 2023  | 14 de diciembre de 2023  |
| Fase eliminatoria | Playoffs          | 18 de diciembre de 2023 | 15 de febrero de 2024    | 22 de febrero de 2024    |
| Fase eliminatoria | Octavos           | 23 de febrero de 2024   | 7 de marzo de 2024       | 14 de marzo de 2024      |
| Fase eliminatoria | Cuartos           | 15 de marzo de 2024     | 11 de abril de 2024      | 18 de abril de 2024      |
| Fase eliminatoria | Semifinales       | 15 de marzo de 2024     | 2 de mayo de 2024        | 9 de mayo de 2024        |
| Fase eliminatoria | Final             | 15 de marzo de 2024     | 29 de mayo de 2024       | 29 de mayo de 2024       |

## Fase clasificatoria

### Primera ronda clasificatoria
Un total de 62 equipos participaron en la Primera ronda clasificatoria.
| Equipo 1              | Agr.           | Equipo 2              | Ida | Vuelta |
| --------------------- | -------------- | --------------------- | --- | ------ |
| Sutjeska              | 2–1            | Cosmos                | 1–0 | 1–1    |
| Domžale               | 4–5 (t. s.)    | Balzan                | 1–4 | 3–1    |
| Vaduz                 | 2–3            | Neman Grodno          | 1–2 | 1–1    |
| Ararat-Armenia        | 5–5 (4:2 p.)   | Egnatia               | 1–1 | 4–4    |
| Torpedo Kutaisi       | 3–3 (4:2 p.)   | Sarajevo              | 2–2 | 1–1    |
| Alashkert             | 7–2            | Arsenal Tivat         | 1–1 | 6–1    |
| Željezničar           | 4–3            | Dinamo Minsk          | 2–2 | 2–1    |
| La Fiorita            | 1–2            | Zimbru Chișinău       | 1–1 | 0–1    |
| Maribor               | 3–2            | Birkirkara            | 1–1 | 2–1    |
| Tirana                | 3–2            | Dinamo Batumi         | 1–1 | 2–1    |
| Bruno's Magpies       | 1–3            | Dundalk               | 0–0 | 1–3    |
| Inter Club d'Escaldes | 3–2            | Víkingur Gøta         | 2–1 | 1–1    |
| Progrès Niedercorn    | 4–2            | Gjilani               | 2–2 | 2–0    |
| Linfield              | 3–2            | Vllaznia              | 3–1 | 0–1    |
| KA                    | 4–0            | Connah's Quay Nomads  | 2–0 | 2–0    |
| Shkëndija             | 1–1 (2:3 p.)   | Haverfordwest County  | 1–0 | 0–1    |
| Haka                  | 2–3            | Crusaders             | 2–2 | 0–1    |
| HB Tórshavn           | 0–1            | Derry City            | 0–0 | 0–1    |
| Riga                  | 2–1            | Víkingur Reykjavík    | 2–0 | 0–1    |
| Žilina                | 4–2            | Levadia Tallinn       | 2–1 | 2–1    |
| Pyunik                | 5–0            | Narva Trans           | 2–0 | 3–0    |
| Panevėžys             | 3–2            | Milsami Orhei         | 2–2 | 1–0    |
| Tobol                 | 2–1            | Honka                 | 2–1 | 0–0    |
| Dunajská Streda       | 2–3            | Dila Gori             | 2–1 | 0–2    |
| Makedonija            | 1–5            | RFS                   | 0–1 | 1–4    |
| Dukagjini             | 5–3            | Europa                | 2–1 | 3–2    |
| Peny Bont             | 1–3 (t. s.)    | Santa Coloma          | 1–1 | 0–2    |
| Hegelmann             | 0–5            | Shkupi                | 0–5 | 0–0    |
| F91 Dudelange         | 5–3            | St Patrick's Athletic | 2–1 | 3–2    |
| B36 Tórshavn          | 2–0 (t. s.)    | Paide Linnameeskond   | 0–0 | 2–0    |
| Gżira United          | 3–3 (14:13 p.) | Glentoran             | 2–2 | 1–1    |

### Segunda ronda clasificatoria
Un total de 106 equipos participaron en la Segunda ronda clasificatoria.
| Equipo 1                | Agr. | Equipo 2            | Ida | Vuelta |
| ----------------------- | ---- | ------------------- | --- | ------ |
| Tre Penne               | 0–10 | Valmiera            | 0–3 | 0–7    |
| Ferencváros             | 6–0  | Shamrock Rovers     | 4–0 | 2–0    |
| The New Saints          | 3–4  | Swift Hesperange    | 1–1 | 2–3    |
| Atlètic Club d'Escaldes | 1–5  | Partizani           | 0–1 | 1–4    |
| Ħamrun Spartans         | 3–1  | Dinamo Tiflis       | 2–1 | 1–0    |
| Farul Constanța         | 6–4  | Urartu              | 3–2 | 3–2    |
| Struga                  | 5–3  | Budućnost Podgorica | 1–0 | 4–3    |
| Ballkani                | 7–1  | Larne               | 3–0 | 4–1    |

| Equipo 1              | Agr.         | Equipo 2             | Ida | Vuelta |
| --------------------- | ------------ | -------------------- | --- | ------ |
| Dukagjini             | 1–7          | Rijeka               | 0–1 | 1–6    |
| Gżira United          | 3–2          | F91 Dudelange        | 2–0 | 1–2    |
| Djurgårdens           | 2–3          | Lucerna              | 1–2 | 1–1    |
| Celje                 | 4–4 (4–2 p.) | Vitória Guimarães    | 3–4 | 1–0    |
| Sutjeska              | 2–3 (t. s.)  | Santa Coloma         | 2–0 | 0–3    |
| Hapoel Be'er Sheva    | 2–1          | Panevėžys            | 1–0 | 1–1    |
| Vorskla Poltava       | 3–4          | Dila Gori            | 2–1 | 1–3    |
| CFR Cluj              | 2–3          | Adana Demirspor      | 1–1 | 1–2    |
| Ordabasy              | 4–5          | Legia Varsovia       | 2–2 | 2–3    |
| RFS                   | 1–4          | Sabah                | 0–2 | 1–2    |
| Beşiktaş              | 5–1          | Tirana               | 3–1 | 2–0    |
| Željezničar           | 2–4          | Neftchi Bakú         | 2–2 | 0–2    |
| APOEL                 | 4–2          | Vojvodina            | 2–1 | 2–1    |
| CSKA 1948             | 2–4          | FCSB                 | 0–1 | 2–3    |
| Alashkert             | 2–2 (1–3 p.) | Debreceni            | 0–1 | 2–1    |
| Lech Poznań           | 5–2          | Kauno Žalgiris       | 3–1 | 2–1    |
| Kalmar                | 2–4          | Pyunik               | 1–2 | 1–2    |
| Bodø/Glimt            | 7–2          | Bohemians            | 3–0 | 4–2    |
| Auda                  | 2–5          | Spartak Trnava       | 1–1 | 1–4    |
| Osijek                | 3–1          | Zalaegerszegi        | 1–0 | 2–1    |
| Twente                | 2–1 (t. s.)  | Hammarby             | 1–0 | 1–1    |
| KA                    | 5–3          | Dundalk              | 3–1 | 2–2    |
| Brujas                | 3–1          | AGF                  | 3–0 | 0–1    |
| Crusaders             | 4–5 (t. s.)  | Rosenborg            | 2–2 | 2–3    |
| Inter Club d'Escaldes | 3–7          | Hibernian            | 2–1 | 1–6    |
| Viktoria Pilsen       | 2–1          | Drita                | 0–0 | 2–1    |
| B36 Tórshavn          | 3–2 (t. s.)  | Haverfordwest County | 2–1 | 1–1    |
| Basilea               | 3–4          | Tobol                | 1–3 | 2–1    |
| Differdange 03        | 4–5 (t. s.)  | Maribor              | 1–1 | 3–4    |
| Austria Viena         | 3–1          | Borac Banja Luka     | 1–0 | 2–1    |
| CSKA Sofía            | 0–6          | Sepsi                | 0–2 | 0–4    |
| Ararat-Armenia        | 1–2          | Aris                 | 1–1 | 0–1    |
| Maccabi Tel Aviv      | 5–0          | Petrocub Hîncești    | 3–0 | 2–0    |
| Torpedo Zhodino       | 3–4          | AEK Larnaca          | 2–3 | 1–1    |
| Torpedo Kutaisi       | 3–5          | Aktobe               | 1–4 | 2–1    |
| Midtjylland           | 3–2 (t. s.)  | Progrès Niedercorn   | 2–0 | 1–2    |
| Derry City            | 5–4          | KuPS                 | 2–1 | 3–3    |
| Gent                  | 10–3         | Žilina               | 5–1 | 5–2    |
| Kecskeméti            | 3–4 (t. s.)  | Riga                 | 2–1 | 1–3    |
| Linfield              | 4–8          | Pogoń Szczecin       | 2–5 | 2–3    |
| PAOK                  | 4–1          | Beitar Jerusalén     | 0–0 | 4–1    |
| Neman Grodno          | 2–0          | Balzan               | 2–0 | 0–0    |
| Fenerbahçe            | 9–0          | Zimbru Chișinău      | 5–0 | 4–0    |
| Qäbälä                | 3–7          | Omonia               | 2–3 | 1–4    |
| Shkupi                | 0–3          | Levski Sofía         | 0–2 | 0–1    |

### Tercera ronda clasificatoria
La tercera ronda de clasificación se divide en dos secciones separadas: Ruta de Campeones (para los campeones de la liga) y Ruta de Liga (para los ganadores de la copa y los no campeones de la liga). Un total de 64 equipos disputan la tercera ronda de clasificación.
| Equipo 1        | Agr. | Equipo 2         | Ida | Vuelta |
| --------------- | ---- | ---------------- | --- | ------ |
| Ħamrun Spartans | 2–8  | Ferencváros      | 1–6 | 1–2    |
| Farul Constanța | 5–0  | Flora            | 3–0 | 2–0    |
| Valmiera        | 1–3  | Partizani        | 1–2 | 0–1    |
| Ballkani        | 5–1  | Lincoln Red Imps | 2–0 | 3–1    |
| Struga          | 4–3  | Swift Hesperange | 3–1 | 1–2    |

| Equipo 1           | Agr.         | Equipo 2            | Ida | Vuelta |
| ------------------ | ------------ | ------------------- | --- | ------ |
| AEK Larnaca        | 1–2          | Maccabi Tel Aviv    | 1–1 | 0–1    |
| Sabah              | 2–2 (4–5 p.) | Partizán            | 2–0 | 0–2    |
| Sepsi              | 2–1          | Aktobe              | 1–1 | 1–0    |
| Rapid Viena        | 5–0          | Debreceni           | 0–0 | 5–0    |
| Hajduk Split       | 0–3          | PAOK                | 0–0 | 0–3    |
| FC Santa Coloma    | 0–3          | AZ Alkmaar          | 0–1 | 0–2    |
| Celje              | 5–1          | Neman Grodno        | 1–0 | 4–1    |
| Neftchi Baku       | 2–5          | Beşiktaş            | 1–3 | 1–2    |
| Omonia             | 2–5          | Midtjylland         | 1–0 | 1–5    |
| Aris               | 2–2 (5–6 p.) | Dinamo de Kiev      | 1–0 | 1–2    |
| Legia Varsovia     | 6–5          | Austria Viena       | 1–2 | 5–3    |
| Hapoel Be'er Sheva | 1–2          | Levski Sofia        | 0–0 | 1–2    |
| Hibernian          | 5–3          | Lucerna             | 3–1 | 2–2    |
| Viktoria Pilsen    | 6–0          | Gżira United        | 4–0 | 2–0    |
| Arouca             | 3–4          | Brann               | 2–1 | 1–3    |
| Gent               | 6–2          | Pogoń Szczecin      | 5–0 | 1–2    |
| Adana Demirspor    | 7–4          | Osijek              | 5–1 | 2–3    |
| B36 Tórshavn       | 1–5          | Rijeka              | 1–3 | 0–2    |
| Twente             | 5–0          | Riga                | 2–0 | 3–0    |
| Rosenborg          | 3–4          | Heart of Midlothian | 2–1 | 1–3    |
| Fenerbahçe         | 6–1          | Maribor             | 3–1 | 3–0    |
| Brujas             | 10–2         | KA                  | 5–1 | 5–1    |
| Dila Gori          | 0–3          | APOEL               | 0–2 | 0–1    |
| Lech Poznań        | 3–4          | Spartak Trnava      | 2–1 | 1–3    |
| FCSB               | 0–2          | Nordsjælland        | 0–0 | 0–2    |
| Tobol              | 1–1 (6–5 p.) | Derry City          | 1–0 | 0–1    |
| Bodø/Glimt         | 6–0          | Pyunik              | 3–0 | 3–0    |

### Ronda de Play-Off
La cuarta ronda se divide en dos secciones separadas: Ruta de Campeones (para los campeones de la liga) y Ruta de Liga (para los ganadores de la copa y los no campeones de la liga). Un total de 44 equipos disputarán la cuarta ronda de clasificación.
| Equipo 1        | Agr. | Equipo 2     | Ida | Vuelta |
| --------------- | ---- | ------------ | --- | ------ |
| Ballkani        | 4–2  | BATE Borísov | 4–1 | 0–1    |
| Žalgiris        | 0–7  | Ferencváros  | 0–4 | 0–3    |
| Struga          | 0–2  | Breiðablik   | 0–1 | 0–1    |
| Farul Constanța | 2–3  | HJK          | 2–1 | 0–2    |
| Astaná          | 2–1  | Partizani    | 1–0 | 1–1    |

| Equipo 1            | Agr.         | Equipo 2            | Ida | Vuelta |
| ------------------- | ------------ | ------------------- | --- | ------ |
| Levski Sofía        | 1–3          | Eintracht Fráncfort | 1–1 | 0–2    |
| Gent                | 4–1          | APOEL               | 2–0 | 2–1    |
| Spartak Trnava      | 3–2          | Dnipro-1            | 1–1 | 2–1    |
| Sepsi               | 4–5          | Bodø/Glimt          | 2–2 | 2–3    |
| Tobol               | 1–5          | Viktoria Pilsen     | 1–2 | 0–3    |
| Hibernian           | 0–8          | Aston Villa         | 0–5 | 0–3    |
| Midtjylland         | 4–4 (5–6 p.) | Legia Varsovia      | 3–3 | 1–1    |
| Lille               | 3–2          | Rijeka              | 2–1 | 1–1    |
| Genk                | 2–2 (5–4 p.) | Adana Demirspor     | 2–1 | 0–1    |
| Fenerbahçe          | 6–1          | Twente              | 5–1 | 1–0    |
| Dinamo de Kiev      | 2–4          | Beşiktaş            | 2–3 | 0–1    |
| AZ Alkmaar          | 4–4 (6–5 p.) | Brann               | 1–1 | 3–3    |
| Rapid Viena         | 1–2          | Fiorentina          | 1–0 | 0–2    |
| Heart of Midlothian | 1–6          | PAOK                | 1–2 | 0–4    |
| Nordsjælland        | 6–0          | Partizán            | 5–0 | 1–0    |
| Osasuna             | 3–4          | Brujas              | 1–2 | 2–2    |
| Maccabi Tel Aviv    | 5–2          | Celje               | 4–1 | 1–1    |

## Fase de grupos
Los 32 equipos se dividen en ocho grupos de cuatro, con la restricción de que los equipos de la misma asociación no pueden enfrentarse entre sí. Para el sorteo, los equipos se dividen en cuatro bombos basados en sus coeficientes de clubes de la UEFA.
En cada grupo, los equipos juegan unos contra otros en casa y fuera en un formato de round-robin. Los ganadores de grupos avanzan a los octavos de final. Los subcampeones jugarán la Ronda Preliminar de la Fase Eliminatoria junto a los ocho equipos clasificados en tercer lugar de la fase de grupos de la Liga Europa de la UEFA 2023-24. 
Un total de 32 equipos juegan en la fase de grupos: 
- 5 ganadores de la Ruta de Campeones de la Ronda de Play-Off.
- 17 ganadores de la Ruta de Liga de la Ronda de Play-Off.
- 10 perdedores de la Ronda de Play-Off de la Liga Europa.

| Bombo 1 | Bombo 2 | Bombo 3 | Bombo 4 |
| --- | --- | --- | --- |
| Eintracht Fráncfort CC: 77.000 Dinamo Zagreb CC: 55.000 Club Brujas CC: 54.000 AZ Alkmaar CC: 47.500 Gent CC: 37.500 Fenerbahçe CC: 30.000 Lille CC: 30.000 Ferencváros CC: 27.000 | PAOK CC: 25.000 Slovan Bratislava CC: 24.500 Maccabi Tel Aviv CC: 24.000 Viktoria Pilsen CC: 22.000 Aston Villa CC: 21.914 Ludogorets Razgrad CC: 21.000 Fiorentina CC: 20.000 Bodø/Glimt CC: 20.000 | Genk CC: 18.000 Zoryá Lugansk CC: 16.000 Astaná CC: 14.000 Beşiktaş CC: 14.000 HJK CC: 11.000 Legia Varsovia CC: 11.000 Spartak Trnava CC: 10.500 Olimpija Ljubljana CC: 9.000 | Zrinjski Mostar CC: 8.500 KÍ Klaksvík CC: 8.000 Aberdeen CC: 8.000 Čukarički CC: 6.475 Lugano CC: 6.335 Breiðablik CC: 6.000 Nordsjælland CC: 5.565 Ballkani CC: 3.000 |

### Grupo A
| Pos. | Equipo             | Pts. | PJ | G | E | P | GF | GC | Dif. | Clasificación         |
| ---- | ------------------ | ---- | -- | - | - | - | -- | -- | ---- | --------------------- |
| 1    | Lille              | 14   | 6  | 4 | 2 | 0 | 10 | 2  | +8   | Octavos de final      |
| 2    | Slovan Bratislava  | 10   | 6  | 3 | 1 | 2 | 8  | 7  | +1   | Preliminar de Octavos |
| 3    | Olimpija Ljubljana | 6    | 6  | 2 | 0 | 4 | 4  | 9  | −5   |                       |
| 4    | KÍ                 | 4    | 6  | 1 | 1 | 4 | 5  | 9  | −4   |                       |

|     | LIL   | SLO   | OLI   | KI    |
| --- | ----- | ----- | ----- | ----- |
| LIL |       | 2 – 1 | 2 – 0 | 3 – 0 |
| SLO | 1 – 1 |       | 1 – 2 | 2 – 1 |
| OLI | 0 – 2 | 0 – 1 |       | 2 – 0 |
| KI  | 0 – 0 | 1 – 2 | 3 – 0 |       |

### Grupo B
| Pos. | Equipo           | Pts. | PJ | G | E | P | GF | GC | Dif. | Clasificación         |
| ---- | ---------------- | ---- | -- | - | - | - | -- | -- | ---- | --------------------- |
| 1    | Maccabi Tel Aviv | 15   | 6  | 5 | 0 | 1 | 14 | 9  | +5   | Octavos de final      |
| 2    | Gent             | 13   | 6  | 4 | 1 | 1 | 16 | 7  | +9   | Preliminar de Octavos |
| 3    | Zoryá Lugansk    | 7    | 6  | 2 | 1 | 3 | 10 | 11 | −1   |                       |
| 4    | Breiðablik       | 0    | 6  | 0 | 0 | 6 | 5  | 18 | −13  |                       |

|     | GEN   | MAC   | ZOR   | BRE   |
| --- | ----- | ----- | ----- | ----- |
| GEN |       | 2 – 0 | 4 – 1 | 5 – 0 |
| MAC | 3 – 1 |       | 3 – 2 | 3 – 2 |
| ZOR | 1 – 1 | 1 – 3 |       | 4 – 0 |
| BRE | 2 – 3 | 1 – 2 | 0 – 1 |       |

### Grupo C
| Pos. | Equipo          | Pts. | PJ | G | E | P | GF | GC | Dif. | Clasificación         |
| ---- | --------------- | ---- | -- | - | - | - | -- | -- | ---- | --------------------- |
| 1    | Viktoria Pilsen | 18   | 6  | 6 | 0 | 0 | 9  | 1  | +8   | Octavos de final      |
| 2    | Dinamo Zagreb   | 9    | 6  | 3 | 0 | 3 | 10 | 5  | +5   | Preliminar de Octavos |
| 3    | Astaná          | 4    | 6  | 1 | 1 | 4 | 4  | 13 | −9   |                       |
| 4    | Ballkani        | 4    | 6  | 1 | 1 | 4 | 3  | 7  | −4   |                       |

|     | DZA   | PIL   | AST   | BAL   |
| --- | ----- | ----- | ----- | ----- |
| DZA |       | 0 – 1 | 5 – 1 | 3 – 0 |
| PIL | 1 – 0 |       | 3 – 0 | 1 – 0 |
| AST | 0 – 2 | 1 – 2 |       | 0 – 0 |
| BAL | 2 – 0 | 0 – 1 | 1 – 2 |       |

### Grupo D
| Pos. | Equipo     | Pts. | PJ | G | E | P | GF | GC | Dif. | Clasificación         |
| ---- | ---------- | ---- | -- | - | - | - | -- | -- | ---- | --------------------- |
| 1    | Brujas     | 16   | 6  | 5 | 1 | 0 | 15 | 3  | +12  | Octavos de final      |
| 2    | Bodø/Glimt | 10   | 6  | 3 | 1 | 2 | 11 | 8  | +3   | Preliminar de Octavos |
| 3    | Beşiktaş   | 4    | 6  | 1 | 1 | 4 | 7  | 14 | −7   |                       |
| 4    | Lugano     | 4    | 6  | 1 | 1 | 4 | 6  | 14 | −8   |                       |

|     | BRU   | BOD   | BES   | LUG   |
| --- | ----- | ----- | ----- | ----- |
| BRU |       | 3 – 1 | 1 – 1 | 2 – 0 |
| BOD | 0 – 1 |       | 3 – 1 | 5 – 2 |
| BES | 0 – 5 | 1 – 2 |       | 2 – 3 |
| LUG | 1 – 3 | 0 – 0 | 0 – 2 |       |

### Grupo E
| Pos. | Equipo          | Pts. | PJ | G | E | P | GF | GC | Dif. | Clasificación         |
| ---- | --------------- | ---- | -- | - | - | - | -- | -- | ---- | --------------------- |
| 1    | Aston Villa     | 13   | 6  | 4 | 1 | 1 | 12 | 7  | +5   | Octavos de final      |
| 2    | Legia Varsovia  | 12   | 6  | 4 | 0 | 2 | 10 | 6  | +4   | Preliminar de Octavos |
| 3    | AZ Alkmaar      | 6    | 6  | 2 | 0 | 4 | 7  | 12 | −5   |                       |
| 4    | Zrinjski Mostar | 4    | 6  | 1 | 1 | 4 | 6  | 10 | −4   |                       |

|     | AZ    | AST   | LEG   | ZRI   |
| --- | ----- | ----- | ----- | ----- |
| AZ  |       | 1 – 4 | 1 – 0 | 1 – 0 |
| AST | 2 – 1 |       | 2 – 1 | 1 – 0 |
| LEG | 2 – 0 | 3 – 2 |       | 2 – 0 |
| ZRI | 4 – 3 | 1 – 1 | 1 – 2 |       |

### Grupo F
| Pos. | Equipo      | Pts. | PJ | G | E | P | GF | GC | Dif. | Clasificación         |
| ---- | ----------- | ---- | -- | - | - | - | -- | -- | ---- | --------------------- |
| 1    | Fiorentina  | 12   | 6  | 3 | 3 | 0 | 14 | 6  | +8   | Octavos de final      |
| 2    | Ferencváros | 10   | 6  | 2 | 4 | 0 | 9  | 6  | +3   | Preliminar de Octavos |
| 3    | Genk        | 9    | 6  | 2 | 3 | 1 | 8  | 5  | +3   |                       |
| 4    | Čukarički   | 0    | 6  | 0 | 0 | 6 | 2  | 16 | −14  |                       |

|     | FER   | FIO   | GEN   | ČUK   |
| --- | ----- | ----- | ----- | ----- |
| FER |       | 1 – 1 | 1 – 1 | 3 – 1 |
| FIO | 2 – 2 |       | 2 – 1 | 6 – 0 |
| GEN | 0 – 0 | 2 – 2 |       | 2 – 0 |
| ČUK | 1 – 2 | 0 – 1 | 0 – 2 |       |

### Grupo G
| Pos. | Equipo              | Pts. | PJ | G | E | P | GF | GC | Dif. | Clasificación         |
| ---- | ------------------- | ---- | -- | - | - | - | -- | -- | ---- | --------------------- |
| 1    | PAOK                | 16   | 6  | 5 | 1 | 0 | 16 | 10 | +6   | Octavos de final      |
| 2    | Eintracht Fráncfort | 9    | 6  | 3 | 0 | 3 | 11 | 7  | +4   | Preliminar de Octavos |
| 3    | Aberdeen            | 6    | 6  | 1 | 3 | 2 | 10 | 10 | 0    |                       |
| 4    | HJK                 | 2    | 6  | 0 | 2 | 4 | 7  | 17 | −10  |                       |

|      | FRA   | PAOK  | HJK   | ABE   |
| ---- | ----- | ----- | ----- | ----- |
| FRA  |       | 1 – 2 | 6 – 0 | 2 – 1 |
| PAOK | 2 – 1 |       | 4 – 2 | 2 – 2 |
| HJK  | 0 – 1 | 2 – 3 |       | 2 – 2 |
| ABE  | 2 – 0 | 2 – 3 | 1 – 1 |       |

### Grupo H
| Pos. | Equipo             | Pts. | PJ | G | E | P | GF | GC | Dif. | Clasificación         |
| ---- | ------------------ | ---- | -- | - | - | - | -- | -- | ---- | --------------------- |
| 1    | Fenerbahçe         | 12   | 6  | 4 | 0 | 2 | 13 | 11 | +2   | Octavos de final      |
| 2    | Ludogorets Razgrad | 12   | 6  | 4 | 0 | 2 | 11 | 11 | 0    | Preliminar de Octavos |
| 3    | Nordsjælland       | 10   | 6  | 3 | 1 | 2 | 17 | 7  | +10  |                       |
| 4    | Spartak Trnava     | 1    | 6  | 0 | 1 | 5 | 3  | 15 | −12  |                       |

|     | FER   | LUD   | TRN   | NOR   |
| --- | ----- | ----- | ----- | ----- |
| FER |       | 3 – 1 | 4 – 0 | 3 – 1 |
| LUD | 2 – 0 |       | 4 – 0 | 1 – 0 |
| TRN | 1 – 2 | 1 – 2 |       | 0 – 2 |
| NOR | 6 – 1 | 7 – 1 | 1 – 1 |       |

### Equipos clasificados

#### Primeros y segundos lugares de la fase de grupos de la Liga Europa Conferencia
| Grupo | Primer lugar     | Segundo lugar       |
| ----- | ---------------- | ------------------- |
| A     | Lille            | Slovan Bratislava   |
| B     | Maccabi Tel Aviv | Gent                |
| C     | Viktoria Pilsen  | Dinamo Zagreb       |
| D     | Brujas           | Bodø/Glimt          |
| E     | Aston Villa      | Legia Varsovia      |
| F     | Fiorentina       | Ferencváros         |
| G     | PAOK             | Eintracht Fráncfort |
| H     | Fenerbahçe       | Ludogorets Razgrad  |

#### Terceros lugares de la fase de grupos de la Liga Europa
| Grupo | Tercer lugar         |
| ----- | -------------------- |
| A     | Olympiacos           |
| B     | Ajax                 |
| C     | Real Betis           |
| D     | Sturm Graz           |
| E     | Union Saint-Gilloise |
| F     | Maccabi Haifa        |
| G     | Servette             |
| H     | Molde                |

## Fase eliminatoria
La fase eliminatoria de la competición se disputa en enfrentamientos a doble partido, salvo la final, jugada a partido único. En caso de estar la eliminatoria empatada tras los 180 minutos de ambos partidos se disputará una prórroga de 30 minutos, y si ésta termina sin goles la eliminatoria se decidirá en una tanda de penales. Debido al conflicto político entre Rusia y Ucrania; clubes de ambos países no se podían encontrar en esta ronda además de clubes del mismo grupo tampoco podían cruzarse en esta ronda.

### Cuadro de desarrollo
|  | Ronda preliminar                                                | Ronda preliminar                                                | Ronda preliminar                                                | Ronda preliminar                                                | Ronda preliminar                                                |   |                    | Octavos de final                                      | Octavos de final                                      | Octavos de final                                      | Octavos de final                                      | Octavos de final                                      |       |  | Cuartos de final                                       | Cuartos de final                                       | Cuartos de final                                       | Cuartos de final                                       | Cuartos de final                                       |   |  | Semifinales                                        | Semifinales                                        | Semifinales                                        | Semifinales                                        | Semifinales                                        |  |  | Final                                                  | Final                                                  | Final                                                  |  |
|  | 15 de febrero de 2024 (ida) 21 y 22 de febrero de 2024 (vuelta) | 15 de febrero de 2024 (ida) 21 y 22 de febrero de 2024 (vuelta) | 15 de febrero de 2024 (ida) 21 y 22 de febrero de 2024 (vuelta) | 15 de febrero de 2024 (ida) 21 y 22 de febrero de 2024 (vuelta) | 15 de febrero de 2024 (ida) 21 y 22 de febrero de 2024 (vuelta) |   |                    | 7 de marzo de 2024 (ida) 14 de marzo de 2024 (vuelta) | 7 de marzo de 2024 (ida) 14 de marzo de 2024 (vuelta) | 7 de marzo de 2024 (ida) 14 de marzo de 2024 (vuelta) | 7 de marzo de 2024 (ida) 14 de marzo de 2024 (vuelta) | 7 de marzo de 2024 (ida) 14 de marzo de 2024 (vuelta) |       |  | 11 de abril de 2024 (ida) 18 de abril de 2024 (vuelta) | 11 de abril de 2024 (ida) 18 de abril de 2024 (vuelta) | 11 de abril de 2024 (ida) 18 de abril de 2024 (vuelta) | 11 de abril de 2024 (ida) 18 de abril de 2024 (vuelta) | 11 de abril de 2024 (ida) 18 de abril de 2024 (vuelta) |   |  | 2 de mayo de 2024 (ida) 9 de mayo de 2024 (vuelta) | 2 de mayo de 2024 (ida) 9 de mayo de 2024 (vuelta) | 2 de mayo de 2024 (ida) 9 de mayo de 2024 (vuelta) | 2 de mayo de 2024 (ida) 9 de mayo de 2024 (vuelta) | 2 de mayo de 2024 (ida) 9 de mayo de 2024 (vuelta) |  |  | 29 de mayo de 2024 Estadio Agia Sofía, Nea Filadelfeia | 29 de mayo de 2024 Estadio Agia Sofía, Nea Filadelfeia | 29 de mayo de 2024 Estadio Agia Sofía, Nea Filadelfeia |  |
|  |                                                                 |                                                                 |                                                                 |                                                                 |                                                                 |   |                    |                                                       |                                                       |                                                       |                                                       |                                                       |       |  |                                                        |                                                        |                                                        |                                                        |                                                        |   |  |                                                    |                                                    |                                                    |                                                    |                                                    |  |  |                                                        |                                                        |                                                        |  |
|  |                                                                 |                                                                 |                                                                 |                                                                 |                                                                 |   |                    |                                                       |                                                       |                                                       |                                                       |                                                       |       |  |                                                        |                                                        |                                                        |                                                        |                                                        |   |  |                                                    |                                                    |                                                    |                                                    |                                                    |  |  |                                                        |                                                        |                                                        |  |
|  | Ajax (t. s.)                                                    | Ajax (t. s.)                                                    | 2                                                               | 2                                                               | 4                                                               |   |                    |                                                       |                                                       |                                                       |                                                       |                                                       |       |  |                                                        |                                                        |                                                        |                                                        |                                                        |   |  |                                                    |                                                    |                                                    |                                                    |                                                    |  |  |                                                        |                                                        |                                                        |  |
|  | Ajax (t. s.)                                                    | Ajax (t. s.)                                                    | 2                                                               | 2                                                               | 4                                                               |   |                    |                                                       |                                                       |                                                       |                                                       |                                                       |       |  |                                                        |                                                        |                                                        |                                                        |                                                        |   |  |                                                    |                                                    |                                                    |                                                    |                                                    |  |  |                                                        |                                                        |                                                        |  |
|  | Bodø/Glimt                                                      | Bodø/Glimt                                                      | 2                                                               | 1                                                               | 3                                                               |   |                    |                                                       |                                                       |                                                       |                                                       |                                                       |       |  |                                                        |                                                        |                                                        |                                                        |                                                        |   |  |                                                    |                                                    |                                                    |                                                    |                                                    |  |  |                                                        |                                                        |                                                        |  |
|  | Bodø/Glimt                                                      | Bodø/Glimt                                                      | 2                                                               | 1                                                               | 3                                                               |   | Ajax               | Ajax                                                  | 0                                                     | 0                                                     | 0                                                     |                                                       |       |  |                                                        |                                                        |                                                        |                                                        |                                                        |   |  |                                                    |                                                    |                                                    |                                                    |                                                    |  |  |                                                        |                                                        |                                                        |  |
|  |                                                                 |                                                                 |                                                                 |                                                                 |                                                                 |   | Ajax               | Ajax                                                  | 0                                                     | 0                                                     | 0                                                     |                                                       |       |  |                                                        |                                                        |                                                        |                                                        |                                                        |   |  |                                                    |                                                    |                                                    |                                                    |                                                    |  |  |                                                        |                                                        |                                                        |  |
|  |                                                                 |                                                                 | Aston Villa                                                     | Aston Villa                                                     | 0                                                               | 4 | 4                  |                                                       |                                                       |                                                       |                                                       |                                                       |       |  |                                                        |                                                        |                                                        |                                                        |                                                        |   |  |                                                    |                                                    |                                                    |                                                    |                                                    |  |  |                                                        |                                                        |                                                        |  |
|  |                                                                 |                                                                 | Aston Villa                                                     | Aston Villa                                                     | 0                                                               | 4 | 4                  |                                                       |                                                       |                                                       |                                                       |                                                       |       |  |                                                        |                                                        |                                                        |                                                        |                                                        |   |  |                                                    |                                                    |                                                    |                                                    |                                                    |  |  |                                                        |                                                        |                                                        |  |
|  |                                                                 |                                                                 |                                                                 |                                                                 |                                                                 |   |                    |                                                       |                                                       |                                                       |                                                       |                                                       |       |  |                                                        |                                                        |                                                        |                                                        |                                                        |   |  |                                                    |                                                    |                                                    |                                                    |                                                    |  |  |                                                        |                                                        |                                                        |  |
|  |                                                                 |                                                                 |                                                                 |                                                                 |                                                                 |   |                    |                                                       |                                                       |                                                       |                                                       |                                                       |       |  |                                                        |                                                        |                                                        |                                                        |                                                        |   |  |                                                    |                                                    |                                                    |                                                    |                                                    |  |  |                                                        |                                                        |                                                        |  |
|  |                                                                 |                                                                 |                                                                 |                                                                 |                                                                 |   |                    |                                                       | Aston Villa (p.)                                      | Aston Villa (p.)                                      | 2                                                     | 1                                                     | 3 (4) |  |                                                        |                                                        |                                                        |                                                        |                                                        |   |  |                                                    |                                                    |                                                    |                                                    |                                                    |  |  |                                                        |                                                        |                                                        |  |
|  |                                                                 |                                                                 |                                                                 |                                                                 |                                                                 |   |                    |                                                       |                                                       |                                                       |                                                       |                                                       | 3 (4) |  |                                                        |                                                        |                                                        |                                                        |                                                        |   |  |                                                    |                                                    |                                                    |                                                    |                                                    |  |  |                                                        |                                                        |                                                        |  |
|  |                                                                 |                                                                 | Lille                                                           | Lille                                                           | 1                                                               | 2 | 3 (3)              |                                                       |                                                       |                                                       |                                                       |                                                       |       |  |                                                        |                                                        |                                                        |                                                        |                                                        |   |  |                                                    |                                                    |                                                    |                                                    |                                                    |  |  |                                                        |                                                        |                                                        |  |
|  | Sturm Graz                                                      | Sturm Graz                                                      | Lille                                                           | Lille                                                           | 1                                                               | 2 | 3 (3)              | 4                                                     | 1                                                     | 5                                                     |                                                       |                                                       |       |  |                                                        |                                                        |                                                        |                                                        |                                                        |   |  |                                                    |                                                    |                                                    |                                                    |                                                    |  |  |                                                        |                                                        |                                                        |  |
|  | Sturm Graz                                                      | Sturm Graz                                                      |                                                                 |                                                                 |                                                                 |   |                    |                                                       |                                                       | 5                                                     |                                                       |                                                       |       |  |                                                        |                                                        |                                                        |                                                        |                                                        |   |  |                                                    |                                                    |                                                    |                                                    |                                                    |  |  |                                                        |                                                        |                                                        |  |
|  | Slovan Bratislava                                               | Slovan Bratislava                                               | 1                                                               | 0                                                               | 1                                                               |   |                    |                                                       |                                                       |                                                       |                                                       |                                                       |       |  |                                                        |                                                        |                                                        |                                                        |                                                        |   |  |                                                    |                                                    |                                                    |                                                    |                                                    |  |  |                                                        |                                                        |                                                        |  |
|  | Slovan Bratislava                                               | Slovan Bratislava                                               | 1                                                               | 0                                                               | 1                                                               |   | Sturm Graz         | Sturm Graz                                            | 0                                                     | 1                                                     | 1                                                     |                                                       |       |  |                                                        |                                                        |                                                        |                                                        |                                                        |   |  |                                                    |                                                    |                                                    |                                                    |                                                    |  |  |                                                        |                                                        |                                                        |  |
|  |                                                                 |                                                                 |                                                                 |                                                                 |                                                                 |   | Sturm Graz         | Sturm Graz                                            | 0                                                     | 1                                                     | 1                                                     |                                                       |       |  |                                                        |                                                        |                                                        |                                                        |                                                        |   |  |                                                    |                                                    |                                                    |                                                    |                                                    |  |  |                                                        |                                                        |                                                        |  |
|  |                                                                 |                                                                 | Lille                                                           | Lille                                                           | 3                                                               | 1 | 4                  |                                                       |                                                       |                                                       |                                                       |                                                       |       |  |                                                        |                                                        |                                                        |                                                        |                                                        |   |  |                                                    |                                                    |                                                    |                                                    |                                                    |  |  |                                                        |                                                        |                                                        |  |
|  |                                                                 |                                                                 | Lille                                                           | Lille                                                           | 3                                                               | 1 | 4                  |                                                       |                                                       |                                                       |                                                       |                                                       |       |  |                                                        |                                                        |                                                        |                                                        |                                                        |   |  |                                                    |                                                    |                                                    |                                                    |                                                    |  |  |                                                        |                                                        |                                                        |  |
|  |                                                                 |                                                                 |                                                                 |                                                                 |                                                                 |   |                    |                                                       |                                                       |                                                       |                                                       |                                                       |       |  |                                                        |                                                        |                                                        |                                                        |                                                        |   |  |                                                    |                                                    |                                                    |                                                    |                                                    |  |  |                                                        |                                                        |                                                        |  |
|  |                                                                 |                                                                 |                                                                 |                                                                 |                                                                 |   |                    |                                                       |                                                       |                                                       |                                                       |                                                       |       |  |                                                        |                                                        |                                                        |                                                        |                                                        |   |  |                                                    |                                                    |                                                    |                                                    |                                                    |  |  |                                                        |                                                        |                                                        |  |
|  |                                                                 |                                                                 |                                                                 |                                                                 |                                                                 |   |                    |                                                       |                                                       |                                                       |                                                       |                                                       |       |  |                                                        | Aston Villa                                            | Aston Villa                                            | 2                                                      | 0                                                      | 2 |  |                                                    |                                                    |                                                    |                                                    |                                                    |  |  |                                                        |                                                        |                                                        |  |
|  |                                                                 |                                                                 |                                                                 |                                                                 |                                                                 |   |                    |                                                       |                                                       |                                                       |                                                       |                                                       |       |  |                                                        |                                                        |                                                        |                                                        |                                                        | 2 |  |                                                    |                                                    |                                                    |                                                    |                                                    |  |  |                                                        |                                                        |                                                        |  |
|  |                                                                 |                                                                 | Olympiacos                                                      | Olympiacos                                                      | 4                                                               | 2 | 6                  |                                                       |                                                       |                                                       |                                                       |                                                       |       |  |                                                        |                                                        |                                                        |                                                        |                                                        |   |  |                                                    |                                                    |                                                    |                                                    |                                                    |  |  |                                                        |                                                        |                                                        |  |
|  | Olympiacos                                                      | Olympiacos                                                      | Olympiacos                                                      | Olympiacos                                                      | 4                                                               | 2 | 6                  | 1                                                     | 1                                                     | 2                                                     |                                                       |                                                       |       |  |                                                        |                                                        |                                                        |                                                        |                                                        |   |  |                                                    |                                                    |                                                    |                                                    |                                                    |  |  |                                                        |                                                        |                                                        |  |
|  | Olympiacos                                                      | Olympiacos                                                      |                                                                 |                                                                 |                                                                 |   |                    |                                                       |                                                       | 2                                                     |                                                       |                                                       |       |  |                                                        |                                                        |                                                        |                                                        |                                                        |   |  |                                                    |                                                    |                                                    |                                                    |                                                    |  |  |                                                        |                                                        |                                                        |  |
|  | Ferencváros                                                     | Ferencváros                                                     | 0                                                               | 0                                                               | 0                                                               |   |                    |                                                       |                                                       |                                                       |                                                       |                                                       |       |  |                                                        |                                                        |                                                        |                                                        |                                                        |   |  |                                                    |                                                    |                                                    |                                                    |                                                    |  |  |                                                        |                                                        |                                                        |  |
|  | Ferencváros                                                     | Ferencváros                                                     | 0                                                               | 0                                                               | 0                                                               |   | Olympiacos (t. s.) | Olympiacos (t. s.)                                    | 1                                                     | 6                                                     | 7                                                     |                                                       |       |  |                                                        |                                                        |                                                        |                                                        |                                                        |   |  |                                                    |                                                    |                                                    |                                                    |                                                    |  |  |                                                        |                                                        |                                                        |  |
|  |                                                                 |                                                                 |                                                                 |                                                                 |                                                                 |   | Olympiacos (t. s.) | Olympiacos (t. s.)                                    | 1                                                     | 6                                                     | 7                                                     |                                                       |       |  |                                                        |                                                        |                                                        |                                                        |                                                        |   |  |                                                    |                                                    |                                                    |                                                    |                                                    |  |  |                                                        |                                                        |                                                        |  |
|  |                                                                 |                                                                 | Maccabi Tel Aviv                                                | Maccabi Tel Aviv                                                | 4                                                               | 1 | 5                  |                                                       |                                                       |                                                       |                                                       |                                                       |       |  |                                                        |                                                        |                                                        |                                                        |                                                        |   |  |                                                    |                                                    |                                                    |                                                    |                                                    |  |  |                                                        |                                                        |                                                        |  |
|  |                                                                 |                                                                 | Maccabi Tel Aviv                                                | Maccabi Tel Aviv                                                | 4                                                               | 1 | 5                  |                                                       |                                                       |                                                       |                                                       |                                                       |       |  |                                                        |                                                        |                                                        |                                                        |                                                        |   |  |                                                    |                                                    |                                                    |                                                    |                                                    |  |  |                                                        |                                                        |                                                        |  |
|  |                                                                 |                                                                 |                                                                 |                                                                 |                                                                 |   |                    |                                                       |                                                       |                                                       |                                                       |                                                       |       |  |                                                        |                                                        |                                                        |                                                        |                                                        |   |  |                                                    |                                                    |                                                    |                                                    |                                                    |  |  |                                                        |                                                        |                                                        |  |
|  |                                                                 |                                                                 |                                                                 |                                                                 |                                                                 |   |                    |                                                       |                                                       |                                                       |                                                       |                                                       |       |  |                                                        |                                                        |                                                        |                                                        |                                                        |   |  |                                                    |                                                    |                                                    |                                                    |                                                    |  |  |                                                        |                                                        |                                                        |  |
|  |                                                                 |                                                                 |                                                                 |                                                                 |                                                                 |   |                    |                                                       | Olympiacos (p.)                                       | Olympiacos (p.)                                       | 3                                                     | 0                                                     | 3 (3) |  |                                                        |                                                        |                                                        |                                                        |                                                        |   |  |                                                    |                                                    |                                                    |                                                    |                                                    |  |  |                                                        |                                                        |                                                        |  |
|  |                                                                 |                                                                 |                                                                 |                                                                 |                                                                 |   |                    |                                                       |                                                       |                                                       |                                                       |                                                       | 3 (3) |  |                                                        |                                                        |                                                        |                                                        |                                                        |   |  |                                                    |                                                    |                                                    |                                                    |                                                    |  |  |                                                        |                                                        |                                                        |  |
|  |                                                                 |                                                                 | Fenerbahçe                                                      | Fenerbahçe                                                      | 2                                                               | 1 | 3 (2)              |                                                       |                                                       |                                                       |                                                       |                                                       |       |  |                                                        |                                                        |                                                        |                                                        |                                                        |   |  |                                                    |                                                    |                                                    |                                                    |                                                    |  |  |                                                        |                                                        |                                                        |  |
|  | Saint-Gilloise                                                  | Saint-Gilloise                                                  | Fenerbahçe                                                      | Fenerbahçe                                                      | 2                                                               | 1 | 3 (2)              | 2                                                     | 2                                                     | 4                                                     |                                                       |                                                       |       |  |                                                        |                                                        |                                                        |                                                        |                                                        |   |  |                                                    |                                                    |                                                    |                                                    |                                                    |  |  |                                                        |                                                        |                                                        |  |
|  | Saint-Gilloise                                                  | Saint-Gilloise                                                  |                                                                 |                                                                 |                                                                 |   |                    |                                                       |                                                       | 4                                                     |                                                       |                                                       |       |  |                                                        |                                                        |                                                        |                                                        |                                                        |   |  |                                                    |                                                    |                                                    |                                                    |                                                    |  |  |                                                        |                                                        |                                                        |  |
|  | Eintracht Fráncfort                                             | Eintracht Fráncfort                                             | 2                                                               | 1                                                               | 3                                                               |   |                    |                                                       |                                                       |                                                       |                                                       |                                                       |       |  |                                                        |                                                        |                                                        |                                                        |                                                        |   |  |                                                    |                                                    |                                                    |                                                    |                                                    |  |  |                                                        |                                                        |                                                        |  |
|  | Eintracht Fráncfort                                             | Eintracht Fráncfort                                             | 2                                                               | 1                                                               | 3                                                               |   | Saint-Gilloise     | Saint-Gilloise                                        | 0                                                     | 1                                                     | 1                                                     |                                                       |       |  |                                                        |                                                        |                                                        |                                                        |                                                        |   |  |                                                    |                                                    |                                                    |                                                    |                                                    |  |  |                                                        |                                                        |                                                        |  |
|  |                                                                 |                                                                 |                                                                 |                                                                 |                                                                 |   | Saint-Gilloise     | Saint-Gilloise                                        | 0                                                     | 1                                                     | 1                                                     |                                                       |       |  |                                                        |                                                        |                                                        |                                                        |                                                        |   |  |                                                    |                                                    |                                                    |                                                    |                                                    |  |  |                                                        |                                                        |                                                        |  |
|  |                                                                 |                                                                 | Fenerbahçe                                                      | Fenerbahçe                                                      | 3                                                               | 0 | 3                  |                                                       |                                                       |                                                       |                                                       |                                                       |       |  |                                                        |                                                        |                                                        |                                                        |                                                        |   |  |                                                    |                                                    |                                                    |                                                    |                                                    |  |  |                                                        |                                                        |                                                        |  |
|  |                                                                 |                                                                 | Fenerbahçe                                                      | Fenerbahçe                                                      | 3                                                               | 0 | 3                  |                                                       |                                                       |                                                       |                                                       |                                                       |       |  |                                                        |                                                        |                                                        |                                                        |                                                        |   |  |                                                    |                                                    |                                                    |                                                    |                                                    |  |  |                                                        |                                                        |                                                        |  |
|  |                                                                 |                                                                 |                                                                 |                                                                 |                                                                 |   |                    |                                                       |                                                       |                                                       |                                                       |                                                       |       |  |                                                        |                                                        |                                                        |                                                        |                                                        |   |  |                                                    |                                                    |                                                    |                                                    |                                                    |  |  |                                                        |                                                        |                                                        |  |
|  |                                                                 |                                                                 |                                                                 |                                                                 |                                                                 |   |                    |                                                       |                                                       |                                                       |                                                       |                                                       |       |  |                                                        |                                                        |                                                        |                                                        |                                                        |   |  |                                                    |                                                    |                                                    |                                                    |                                                    |  |  |                                                        |                                                        |                                                        |  |
|  |                                                                 |                                                                 |                                                                 |                                                                 |                                                                 |   |                    |                                                       |                                                       |                                                       |                                                       |                                                       |       |  |                                                        |                                                        |                                                        |                                                        |                                                        |   |  |                                                    | Olympiacos                                         | Olympiacos                                         | 1                                                  |                                                    |  |  |                                                        |                                                        |                                                        |  |
|  |                                                                 |                                                                 |                                                                 |                                                                 |                                                                 |   |                    |                                                       |                                                       |                                                       |                                                       |                                                       |       |  |                                                        |                                                        |                                                        |                                                        |                                                        |   |  |                                                    |                                                    |                                                    |                                                    |                                                    |  |  |                                                        |                                                        |                                                        |  |
|  |                                                                 |                                                                 | Fiorentina                                                      | Fiorentina                                                      | 0                                                               |   |                    |                                                       |                                                       |                                                       |                                                       |                                                       |       |  |                                                        |                                                        |                                                        |                                                        |                                                        |   |  |                                                    |                                                    |                                                    |                                                    |                                                    |  |  |                                                        |                                                        |                                                        |  |
|  | Servette                                                        | Servette                                                        | Fiorentina                                                      | Fiorentina                                                      | 0                                                               | 0 | 1                  | 1                                                     |                                                       |                                                       |                                                       |                                                       |       |  |                                                        |                                                        |                                                        |                                                        |                                                        |   |  |                                                    |                                                    |                                                    |                                                    |                                                    |  |  |                                                        |                                                        |                                                        |  |
|  | Servette                                                        | Servette                                                        |                                                                 |                                                                 |                                                                 |   |                    |                                                       |                                                       |                                                       |                                                       |                                                       |       |  |                                                        |                                                        |                                                        |                                                        |                                                        |   |  |                                                    |                                                    |                                                    |                                                    |                                                    |  |  |                                                        |                                                        |                                                        |  |
|  | Ludogorets                                                      | Ludogorets                                                      | 0                                                               | 0                                                               | 0                                                               |   |                    |                                                       |                                                       |                                                       |                                                       |                                                       |       |  |                                                        |                                                        |                                                        |                                                        |                                                        |   |  |                                                    |                                                    |                                                    |                                                    |                                                    |  |  |                                                        |                                                        |                                                        |  |
|  | Ludogorets                                                      | Ludogorets                                                      | 0                                                               | 0                                                               | 0                                                               |   | Servette           | Servette                                              | 0                                                     | 0                                                     | 0 (1)                                                 |                                                       |       |  |                                                        |                                                        |                                                        |                                                        |                                                        |   |  |                                                    |                                                    |                                                    |                                                    |                                                    |  |  |                                                        |                                                        |                                                        |  |
|  |                                                                 |                                                                 |                                                                 |                                                                 |                                                                 |   | Servette           | Servette                                              | 0                                                     | 0                                                     | 0 (1)                                                 |                                                       |       |  |                                                        |                                                        |                                                        |                                                        |                                                        |   |  |                                                    |                                                    |                                                    |                                                    |                                                    |  |  |                                                        |                                                        |                                                        |  |
|  |                                                                 |                                                                 | Viktoria Plzen (p.)                                             | Viktoria Plzen (p.)                                             | 0                                                               | 0 | 0 (3)              |                                                       |                                                       |                                                       |                                                       |                                                       |       |  |                                                        |                                                        |                                                        |                                                        |                                                        |   |  |                                                    |                                                    |                                                    |                                                    |                                                    |  |  |                                                        |                                                        |                                                        |  |
|  |                                                                 |                                                                 | Viktoria Plzen (p.)                                             | Viktoria Plzen (p.)                                             | 0                                                               | 0 | 0 (3)              |                                                       |                                                       |                                                       |                                                       |                                                       |       |  |                                                        |                                                        |                                                        |                                                        |                                                        |   |  |                                                    |                                                    |                                                    |                                                    |                                                    |  |  |                                                        |                                                        |                                                        |  |
|  |                                                                 |                                                                 |                                                                 |                                                                 |                                                                 |   |                    |                                                       |                                                       |                                                       |                                                       |                                                       |       |  |                                                        |                                                        |                                                        |                                                        |                                                        |   |  |                                                    |                                                    |                                                    |                                                    |                                                    |  |  |                                                        |                                                        |                                                        |  |
|  |                                                                 |                                                                 |                                                                 |                                                                 |                                                                 |   |                    |                                                       |                                                       |                                                       |                                                       |                                                       |       |  |                                                        |                                                        |                                                        |                                                        |                                                        |   |  |                                                    |                                                    |                                                    |                                                    |                                                    |  |  |                                                        |                                                        |                                                        |  |
|  |                                                                 |                                                                 |                                                                 |                                                                 |                                                                 |   |                    |                                                       | Viktoria Plzen                                        | Viktoria Plzen                                        | 0                                                     | 0                                                     | 0     |  |                                                        |                                                        |                                                        |                                                        |                                                        |   |  |                                                    |                                                    |                                                    |                                                    |                                                    |  |  |                                                        |                                                        |                                                        |  |
|  |                                                                 |                                                                 |                                                                 |                                                                 |                                                                 |   |                    |                                                       |                                                       |                                                       |                                                       |                                                       | 0     |  |                                                        |                                                        |                                                        |                                                        |                                                        |   |  |                                                    |                                                    |                                                    |                                                    |                                                    |  |  |                                                        |                                                        |                                                        |  |
|  |                                                                 |                                                                 | Fiorentina (t. s.)                                              | Fiorentina (t. s.)                                              | 0                                                               | 2 | 2                  |                                                       |                                                       |                                                       |                                                       |                                                       |       |  |                                                        |                                                        |                                                        |                                                        |                                                        |   |  |                                                    |                                                    |                                                    |                                                    |                                                    |  |  |                                                        |                                                        |                                                        |  |
|  | Maccabi Haifa                                                   | Maccabi Haifa                                                   | Fiorentina (t. s.)                                              | Fiorentina (t. s.)                                              | 0                                                               | 2 | 2                  | 1                                                     | 1                                                     | 2                                                     |                                                       |                                                       |       |  |                                                        |                                                        |                                                        |                                                        |                                                        |   |  |                                                    |                                                    |                                                    |                                                    |                                                    |  |  |                                                        |                                                        |                                                        |  |
|  | Maccabi Haifa                                                   | Maccabi Haifa                                                   |                                                                 |                                                                 |                                                                 |   |                    |                                                       |                                                       | 2                                                     |                                                       |                                                       |       |  |                                                        |                                                        |                                                        |                                                        |                                                        |   |  |                                                    |                                                    |                                                    |                                                    |                                                    |  |  |                                                        |                                                        |                                                        |  |
|  | Gent                                                            | Gent                                                            | 0                                                               | 1                                                               | 1                                                               |   |                    |                                                       |                                                       |                                                       |                                                       |                                                       |       |  |                                                        |                                                        |                                                        |                                                        |                                                        |   |  |                                                    |                                                    |                                                    |                                                    |                                                    |  |  |                                                        |                                                        |                                                        |  |
|  | Gent                                                            | Gent                                                            | 0                                                               | 1                                                               | 1                                                               |   | Maccabi Haifa      | Maccabi Haifa                                         | 3                                                     | 1                                                     | 4                                                     |                                                       |       |  |                                                        |                                                        |                                                        |                                                        |                                                        |   |  |                                                    |                                                    |                                                    |                                                    |                                                    |  |  |                                                        |                                                        |                                                        |  |
|  |                                                                 |                                                                 |                                                                 |                                                                 |                                                                 |   | Maccabi Haifa      | Maccabi Haifa                                         | 3                                                     | 1                                                     | 4                                                     |                                                       |       |  |                                                        |                                                        |                                                        |                                                        |                                                        |   |  |                                                    |                                                    |                                                    |                                                    |                                                    |  |  |                                                        |                                                        |                                                        |  |
|  |                                                                 |                                                                 | Fiorentina                                                      | Fiorentina                                                      | 4                                                               | 1 | 5                  |                                                       |                                                       |                                                       |                                                       |                                                       |       |  |                                                        |                                                        |                                                        |                                                        |                                                        |   |  |                                                    |                                                    |                                                    |                                                    |                                                    |  |  |                                                        |                                                        |                                                        |  |
|  |                                                                 |                                                                 | Fiorentina                                                      | Fiorentina                                                      | 4                                                               | 1 | 5                  |                                                       |                                                       |                                                       |                                                       |                                                       |       |  |                                                        |                                                        |                                                        |                                                        |                                                        |   |  |                                                    |                                                    |                                                    |                                                    |                                                    |  |  |                                                        |                                                        |                                                        |  |
|  |                                                                 |                                                                 |                                                                 |                                                                 |                                                                 |   |                    |                                                       |                                                       |                                                       |                                                       |                                                       |       |  |                                                        |                                                        |                                                        |                                                        |                                                        |   |  |                                                    |                                                    |                                                    |                                                    |                                                    |  |  |                                                        |                                                        |                                                        |  |
|  |                                                                 |                                                                 |                                                                 |                                                                 |                                                                 |   |                    |                                                       |                                                       |                                                       |                                                       |                                                       |       |  |                                                        |                                                        |                                                        |                                                        |                                                        |   |  |                                                    |                                                    |                                                    |                                                    |                                                    |  |  |                                                        |                                                        |                                                        |  |
|  |                                                                 |                                                                 |                                                                 |                                                                 |                                                                 |   |                    |                                                       |                                                       |                                                       |                                                       |                                                       |       |  |                                                        | Fiorentina                                             | Fiorentina                                             | 3                                                      | 1                                                      | 4 |  |                                                    |                                                    |                                                    |                                                    |                                                    |  |  |                                                        |                                                        |                                                        |  |
|  |                                                                 |                                                                 |                                                                 |                                                                 |                                                                 |   |                    |                                                       |                                                       |                                                       |                                                       |                                                       |       |  |                                                        |                                                        |                                                        |                                                        |                                                        | 4 |  |                                                    |                                                    |                                                    |                                                    |                                                    |  |  |                                                        |                                                        |                                                        |  |
|  |                                                                 |                                                                 | Brujas                                                          | Brujas                                                          | 2                                                               | 1 | 3                  |                                                       |                                                       |                                                       |                                                       |                                                       |       |  |                                                        |                                                        |                                                        |                                                        |                                                        |   |  |                                                    |                                                    |                                                    |                                                    |                                                    |  |  |                                                        |                                                        |                                                        |  |
|  | Molde                                                           | Molde                                                           | Brujas                                                          | Brujas                                                          | 2                                                               | 1 | 3                  | 3                                                     | 3                                                     | 6                                                     |                                                       |                                                       |       |  |                                                        |                                                        |                                                        |                                                        |                                                        |   |  |                                                    |                                                    |                                                    |                                                    |                                                    |  |  |                                                        |                                                        |                                                        |  |
|  | Molde                                                           | Molde                                                           |                                                                 |                                                                 |                                                                 |   |                    |                                                       |                                                       | 6                                                     |                                                       |                                                       |       |  |                                                        |                                                        |                                                        |                                                        |                                                        |   |  |                                                    |                                                    |                                                    |                                                    |                                                    |  |  |                                                        |                                                        |                                                        |  |
|  | Legia Varsovia                                                  | Legia Varsovia                                                  | 2                                                               | 0                                                               | 2                                                               |   |                    |                                                       |                                                       |                                                       |                                                       |                                                       |       |  |                                                        |                                                        |                                                        |                                                        |                                                        |   |  |                                                    |                                                    |                                                    |                                                    |                                                    |  |  |                                                        |                                                        |                                                        |  |
|  | Legia Varsovia                                                  | Legia Varsovia                                                  | 2                                                               | 0                                                               | 2                                                               |   | Molde              | Molde                                                 | 2                                                     | 0                                                     | 2                                                     |                                                       |       |  |                                                        |                                                        |                                                        |                                                        |                                                        |   |  |                                                    |                                                    |                                                    |                                                    |                                                    |  |  |                                                        |                                                        |                                                        |  |
|  |                                                                 |                                                                 |                                                                 |                                                                 |                                                                 |   | Molde              | Molde                                                 | 2                                                     | 0                                                     | 2                                                     |                                                       |       |  |                                                        |                                                        |                                                        |                                                        |                                                        |   |  |                                                    |                                                    |                                                    |                                                    |                                                    |  |  |                                                        |                                                        |                                                        |  |
|  |                                                                 |                                                                 | Brujas                                                          | Brujas                                                          | 1                                                               | 3 | 4                  |                                                       |                                                       |                                                       |                                                       |                                                       |       |  |                                                        |                                                        |                                                        |                                                        |                                                        |   |  |                                                    |                                                    |                                                    |                                                    |                                                    |  |  |                                                        |                                                        |                                                        |  |
|  |                                                                 |                                                                 | Brujas                                                          | Brujas                                                          | 1                                                               | 3 | 4                  |                                                       |                                                       |                                                       |                                                       |                                                       |       |  |                                                        |                                                        |                                                        |                                                        |                                                        |   |  |                                                    |                                                    |                                                    |                                                    |                                                    |  |  |                                                        |                                                        |                                                        |  |
|  |                                                                 |                                                                 |                                                                 |                                                                 |                                                                 |   |                    |                                                       |                                                       |                                                       |                                                       |                                                       |       |  |                                                        |                                                        |                                                        |                                                        |                                                        |   |  |                                                    |                                                    |                                                    |                                                    |                                                    |  |  |                                                        |                                                        |                                                        |  |
|  |                                                                 |                                                                 |                                                                 |                                                                 |                                                                 |   |                    |                                                       |                                                       |                                                       |                                                       |                                                       |       |  |                                                        |                                                        |                                                        |                                                        |                                                        |   |  |                                                    |                                                    |                                                    |                                                    |                                                    |  |  |                                                        |                                                        |                                                        |  |
|  |                                                                 |                                                                 |                                                                 |                                                                 |                                                                 |   |                    |                                                       | Brujas                                                | Brujas                                                | 1                                                     | 2                                                     | 3     |  |                                                        |                                                        |                                                        |                                                        |                                                        |   |  |                                                    |                                                    |                                                    |                                                    |                                                    |  |  |                                                        |                                                        |                                                        |  |
|  |                                                                 |                                                                 |                                                                 |                                                                 |                                                                 |   |                    |                                                       |                                                       |                                                       |                                                       |                                                       | 3     |  |                                                        |                                                        |                                                        |                                                        |                                                        |   |  |                                                    |                                                    |                                                    |                                                    |                                                    |  |  |                                                        |                                                        |                                                        |  |
|  |                                                                 |                                                                 | PAOK                                                            | PAOK                                                            | 0                                                               | 0 | 0                  |                                                       |                                                       |                                                       |                                                       |                                                       |       |  |                                                        |                                                        |                                                        |                                                        |                                                        |   |  |                                                    |                                                    |                                                    |                                                    |                                                    |  |  |                                                        |                                                        |                                                        |  |
|  | Real Betis                                                      | Real Betis                                                      | PAOK                                                            | PAOK                                                            | 0                                                               | 0 | 0                  | 0                                                     | 1                                                     | 1                                                     |                                                       |                                                       |       |  |                                                        |                                                        |                                                        |                                                        |                                                        |   |  |                                                    |                                                    |                                                    |                                                    |                                                    |  |  |                                                        |                                                        |                                                        |  |
|  | Real Betis                                                      | Real Betis                                                      |                                                                 |                                                                 |                                                                 |   |                    |                                                       |                                                       | 1                                                     |                                                       |                                                       |       |  |                                                        |                                                        |                                                        |                                                        |                                                        |   |  |                                                    |                                                    |                                                    |                                                    |                                                    |  |  |                                                        |                                                        |                                                        |  |
|  | Dinamo Zagreb                                                   | Dinamo Zagreb                                                   | 1                                                               | 1                                                               | 2                                                               |   |                    |                                                       |                                                       |                                                       |                                                       |                                                       |       |  |                                                        |                                                        |                                                        |                                                        |                                                        |   |  |                                                    |                                                    |                                                    |                                                    |                                                    |  |  |                                                        |                                                        |                                                        |  |
|  | Dinamo Zagreb                                                   | Dinamo Zagreb                                                   | 1                                                               | 1                                                               | 2                                                               |   | Dinamo Zagreb      | Dinamo Zagreb                                         | 2                                                     | 1                                                     | 3                                                     |                                                       |       |  |                                                        |                                                        |                                                        |                                                        |                                                        |   |  |                                                    |                                                    |                                                    |                                                    |                                                    |  |  |                                                        |                                                        |                                                        |  |
|  |                                                                 |                                                                 |                                                                 |                                                                 |                                                                 |   | Dinamo Zagreb      | Dinamo Zagreb                                         | 2                                                     | 1                                                     | 3                                                     |                                                       |       |  |                                                        |                                                        |                                                        |                                                        |                                                        |   |  |                                                    |                                                    |                                                    |                                                    |                                                    |  |  |                                                        |                                                        |                                                        |  |
|  |                                                                 |                                                                 | PAOK                                                            | PAOK                                                            | 0                                                               | 5 | 5                  |                                                       |                                                       |                                                       |                                                       |                                                       |       |  |                                                        |                                                        |                                                        |                                                        |                                                        |   |  |                                                    |                                                    |                                                    |                                                    |                                                    |  |  |                                                        |                                                        |                                                        |  |
|  |                                                                 |                                                                 | PAOK                                                            | PAOK                                                            | 0                                                               | 5 | 5                  |                                                       |                                                       |                                                       |                                                       |                                                       |       |  |                                                        |                                                        |                                                        |                                                        |                                                        |   |  |                                                    |                                                    |                                                    |                                                    |                                                    |  |  |                                                        |                                                        |                                                        |  |
|  |                                                                 |                                                                 |                                                                 |                                                                 |                                                                 |   |                    |                                                       |                                                       |                                                       |                                                       |                                                       |       |  |                                                        |                                                        |                                                        |                                                        |                                                        |   |  |                                                    |                                                    |                                                    |                                                    |                                                    |  |  |                                                        |                                                        |                                                        |  |
|  |                                                                 |                                                                 |                                                                 |                                                                 |                                                                 |   |                    |                                                       |                                                       |                                                       |                                                       |                                                       |       |  |                                                        |                                                        |                                                        |                                                        |                                                        |   |  |                                                    |                                                    |                                                    |                                                    |                                                    |  |  |                                                        |                                                        |                                                        |  |
|  |                                                                 |                                                                 |                                                                 |                                                                 |                                                                 |   |                    |                                                       |                                                       |                                                       |                                                       |                                                       |       |  |                                                        |                                                        |                                                        |                                                        |                                                        |   |  |                                                    |                                                    |                                                    |                                                    |                                                    |  |  |                                                        |                                                        |                                                        |  |
|  |                                                                 |                                                                 |                                                                 |                                                                 |                                                                 |   |                    |                                                       |                                                       |                                                       |                                                       |                                                       |       |  |                                                        |                                                        |                                                        |                                                        |                                                        |   |  |                                                    |                                                    |                                                    |                                                    |                                                    |  |  |                                                        |                                                        |                                                        |  |

### Ronda preliminar de la fase eliminatoria
Participaron un total de 16 equipos, correspondientes a los 8 equipos que acabaron segundos en la fase de grupos más los 8 equipos clasificados en tercera posición de la Liga Europa de la UEFA 2023-24.
| Equipo 1             | Agr.        | Equipo 2            | Ida | Vuelta |
| -------------------- | ----------- | ------------------- | --- | ------ |
| Sturm Graz           | 5–1         | Slovan Bratislava   | 4–1 | 1–0    |
| Servette             | 1–0         | Ludogorets Razgrad  | 0–0 | 1–0    |
| Union Saint-Gilloise | 4–3         | Eintracht Fráncfort | 2–2 | 2–1    |
| Real Betis           | 1–2         | Dinamo Zagreb       | 0–1 | 1–1    |
| Olympiacos           | 2–0         | Ferencváros         | 1–0 | 1–0    |
| Ajax                 | 4–3 (t. s.) | Bodø/Glimt          | 2–2 | 2–1    |
| Molde                | 6–2         | Legia Varsovia      | 3–2 | 3–0    |
| Maccabi Haifa        | 2–1         | Gent                | 1–0 | 1–1    |

### Octavos de final
Participaron un total de 16 equipos, 8 equipos campeones de la Fase de grupos y 8 ganadores de la Ronda preliminar de la Fase eliminatoria.
| Equipo 1             | Agr.         | Equipo 2         | Ida | Vuelta |
| -------------------- | ------------ | ---------------- | --- | ------ |
| Servette             | 0–0 (1–3 p.) | Viktoria Pilsen  | 0–0 | 0–0    |
| Ajax                 | 0–4          | Aston Villa      | 0–0 | 0–4    |
| Molde                | 2–4          | Brujas           | 2–1 | 0–3    |
| Union Saint-Gilloise | 1–3          | Fenerbahçe       | 0–3 | 1–0    |
| Dinamo Zagreb        | 3–5          | PAOK             | 2–0 | 1–5    |
| Sturm Graz           | 1–4          | Lille            | 0–3 | 1–1    |
| Maccabi Haifa        | 4–5          | Fiorentina       | 3–4 | 1–1    |
| Olympiacos           | 7–5 (t. s.)  | Maccabi Tel Aviv | 1–4 | 6–1    |

### Cuartos de final
Participaron un total de 8 equipos ganadores de los octavos de final.
| Equipo 1        | Agr.         | Equipo 2   | Ida | Vuelta |
| --------------- | ------------ | ---------- | --- | ------ |
| Brujas          | 3–0          | PAOK       | 1–0 | 2–0    |
| Olympiacos      | 3–3 (3–2 p.) | Fenerbahçe | 3–2 | 0–1    |
| Aston Villa     | 3–3 (4–3 p.) | Lille      | 2–1 | 1–2    |
| Viktoria Pilsen | 0–2 (t. s.)  | Fiorentina | 0–0 | 0–2    |

### Semifinales
Participaron un total de 4 equipos ganadores de los cuartos de final.
| Equipo 1    | Agr. | Equipo 2   | Ida | Vuelta |
| ----------- | ---- | ---------- | --- | ------ |
| Aston Villa | 2–6  | Olympiacos | 2–4 | 0–2    |
| Fiorentina  | 4–3  | Brujas     | 3–2 | 1–1    |

### Final
| 88    | POR   | Konstantinos Tzolakis |        |
| 23    | DEF   | Rodinei               |        |
| 45    | DEF   | Panagiotis Retsos     |        |
| 16    | DEF   | David Carmo           |        |
| 3     | DEF   | Francisco Ortega      | 91'    |
| 8     | MED   | Vicente Iborra        |        |
| 32    | MED   | Santiago Hezze        |        |
| 7     | MED   | Kostas Fortounis      | 73'    |
| 6     | MED   | Chiquinho             | 77'    |
| 56    | MED   | Daniel Podence        | 106'   |
| 9     | DEL   | Ayoub El Kaabi        | 120+2' |
| D. T. | D. T. | José Luis Mendilibar  |        |

| 1     | POR   | Pietro Terracciano    |      |
| 2     | DEF   | Dodô                  |      |
| 28    | DEF   | Lucas Martínez Quarta |      |
| 4     | DEF   | Nikola Milenković     |      |
| 3     | DEF   | Cristiano Biraghi     | 106' |
| 6     | MED   | Arthur Melo           | 74'  |
| 38    | MED   | Rolando Mandragora    |      |
| 10    | MED   | Nicolás González      | 106' |
| 5     | MED   | Giacomo Bonaventura   | 82'  |
| 99    | MED   | Christian Kouamé      | 82'  |
| 20    | DEL   | Andrea Belotti        | 59'  |
| D. T. | D. T. | Vincenzo Italiano     |      |

| 22 | DEL | Stevan Jovetić   | 73'    |
| 5  | MED | André Horta      | 77'    |
| 18 | DEF | Quini            | 91'    |
| 19 | MED | Giorgos Masouras | 106'   |
| 11 | DEL | Youssef El-Arabi | 120+2' |

| 18 | DEL | M'Bala Nzola   | 59'  |
| 32 | MED | Alfred Duncan  | 74'  |
| 72 | MED | Antonín Barák  | 82'  |
| 11 | DEL | Jonathan Ikoné | 82'  |
| 16 | DEF | Luca Ranieri   | 106' |
| 9  | DEL | Lucas Beltrán  | 106' |

| 116' | Ayoub El Kaabi | 1:0 |

| 28' · 94' · 95' · 117' | Daniel Podence Stevan Jovetić Alexandros Paschalakis (suplente) Ayoub El Kaabi |

| 42' · 79' · 99' | Lucas Martínez Quarta Christian Kouamé Cristiano Biraghi |

| Principal  | Artur Soares Dias |
| Asistentes | Paulo Soares      |
|            | Pedro Ribeiro     |
| Cuarto     | Glenn Nyberg      |

| VAR            | Tiago Martins     |
| Asistentes VAR | Christian Dingert |
|                | Marco Fritz       |

|                    |     |     |
| Tiros              | 6   | 17  |
| Tiros a puerta     | 4   | 4   |
| Faltas             | 10  | 17  |
| Saques de esquina  | 5   | 6   |
| Fueras de juego    | 4   | 3   |
| Posesión del balón | 47% | 53% |

| Alineación inicial |

| 88    | POR   | Konstantinos Tzolakis |        |
| 23    | DEF   | Rodinei               |        |
| 45    | DEF   | Panagiotis Retsos     |        |
| 16    | DEF   | David Carmo           |        |
| 3     | DEF   | Francisco Ortega      | 91'    |
| 8     | MED   | Vicente Iborra        |        |
| 32    | MED   | Santiago Hezze        |        |
| 7     | MED   | Kostas Fortounis      | 73'    |
| 6     | MED   | Chiquinho             | 77'    |
| 56    | MED   | Daniel Podence        | 106'   |
| 9     | DEL   | Ayoub El Kaabi        | 120+2' |
| D. T. | D. T. | José Luis Mendilibar  |        |

| 1     | POR   | Pietro Terracciano    |      |
| 2     | DEF   | Dodô                  |      |
| 28    | DEF   | Lucas Martínez Quarta |      |
| 4     | DEF   | Nikola Milenković     |      |
| 3     | DEF   | Cristiano Biraghi     | 106' |
| 6     | MED   | Arthur Melo           | 74'  |
| 38    | MED   | Rolando Mandragora    |      |
| 10    | MED   | Nicolás González      | 106' |
| 5     | MED   | Giacomo Bonaventura   | 82'  |
| 99    | MED   | Christian Kouamé      | 82'  |
| 20    | DEL   | Andrea Belotti        | 59'  |
| D. T. | D. T. | Vincenzo Italiano     |      |

| 22 | DEL | Stevan Jovetić   | 73'    |
| 5  | MED | André Horta      | 77'    |
| 18 | DEF | Quini            | 91'    |
| 19 | MED | Giorgos Masouras | 106'   |
| 11 | DEL | Youssef El-Arabi | 120+2' |

| 18 | DEL | M'Bala Nzola   | 59'  |
| 32 | MED | Alfred Duncan  | 74'  |
| 72 | MED | Antonín Barák  | 82'  |
| 11 | DEL | Jonathan Ikoné | 82'  |
| 16 | DEF | Luca Ranieri   | 106' |
| 9  | DEL | Lucas Beltrán  | 106' |

| 116' | Ayoub El Kaabi | 1:0 |

| 28' · 94' · 95' · 117' | Daniel Podence Stevan Jovetić Alexandros Paschalakis (suplente) Ayoub El Kaabi |

| 42' · 79' · 99' | Lucas Martínez Quarta Christian Kouamé Cristiano Biraghi |

| Principal  | Artur Soares Dias |
| Asistentes | Paulo Soares      |
|            | Pedro Ribeiro     |
| Cuarto     | Glenn Nyberg      |

| VAR            | Tiago Martins     |
| Asistentes VAR | Christian Dingert |
|                | Marco Fritz       |

|                    |     |     |
| Tiros              | 6   | 17  |
| Tiros a puerta     | 4   | 4   |
| Faltas             | 10  | 17  |
| Saques de esquina  | 5   | 6   |
| Fueras de juego    | 4   | 3   |
| Posesión del balón | 47% | 53% |

| Alineación inicial |

| 88    | POR   | Konstantinos Tzolakis |        |
| 23    | DEF   | Rodinei               |        |
| 45    | DEF   | Panagiotis Retsos     |        |
| 16    | DEF   | David Carmo           |        |
| 3     | DEF   | Francisco Ortega      | 91'    |
| 8     | MED   | Vicente Iborra        |        |
| 32    | MED   | Santiago Hezze        |        |
| 7     | MED   | Kostas Fortounis      | 73'    |
| 6     | MED   | Chiquinho             | 77'    |
| 56    | MED   | Daniel Podence        | 106'   |
| 9     | DEL   | Ayoub El Kaabi        | 120+2' |
| D. T. | D. T. | José Luis Mendilibar  |        |

| 1     | POR   | Pietro Terracciano    |      |
| 2     | DEF   | Dodô                  |      |
| 28    | DEF   | Lucas Martínez Quarta |      |
| 4     | DEF   | Nikola Milenković     |      |
| 3     | DEF   | Cristiano Biraghi     | 106' |
| 6     | MED   | Arthur Melo           | 74'  |
| 38    | MED   | Rolando Mandragora    |      |
| 10    | MED   | Nicolás González      | 106' |
| 5     | MED   | Giacomo Bonaventura   | 82'  |
| 99    | MED   | Christian Kouamé      | 82'  |
| 20    | DEL   | Andrea Belotti        | 59'  |
| D. T. | D. T. | Vincenzo Italiano     |      |

| 22 | DEL | Stevan Jovetić   | 73'    |
| 5  | MED | André Horta      | 77'    |
| 18 | DEF | Quini            | 91'    |
| 19 | MED | Giorgos Masouras | 106'   |
| 11 | DEL | Youssef El-Arabi | 120+2' |

| 18 | DEL | M'Bala Nzola   | 59'  |
| 32 | MED | Alfred Duncan  | 74'  |
| 72 | MED | Antonín Barák  | 82'  |
| 11 | DEL | Jonathan Ikoné | 82'  |
| 16 | DEF | Luca Ranieri   | 106' |
| 9  | DEL | Lucas Beltrán  | 106' |

| 116' | Ayoub El Kaabi | 1:0 |

| 28' · 94' · 95' · 117' | Daniel Podence Stevan Jovetić Alexandros Paschalakis (suplente) Ayoub El Kaabi |

| 42' · 79' · 99' | Lucas Martínez Quarta Christian Kouamé Cristiano Biraghi |

| Principal  | Artur Soares Dias |
| Asistentes | Paulo Soares      |
|            | Pedro Ribeiro     |
| Cuarto     | Glenn Nyberg      |

| VAR            | Tiago Martins     |
| Asistentes VAR | Christian Dingert |
|                | Marco Fritz       |

|                    |     |     |
| Tiros              | 6   | 17  |
| Tiros a puerta     | 4   | 4   |
| Faltas             | 10  | 17  |
| Saques de esquina  | 5   | 6   |
| Fueras de juego    | 4   | 3   |
| Posesión del balón | 47% | 53% |

| Alineación inicial |

| 88    | POR   | Konstantinos Tzolakis |        |
| 23    | DEF   | Rodinei               |        |
| 45    | DEF   | Panagiotis Retsos     |        |
| 16    | DEF   | David Carmo           |        |
| 3     | DEF   | Francisco Ortega      | 91'    |
| 8     | MED   | Vicente Iborra        |        |
| 32    | MED   | Santiago Hezze        |        |
| 7     | MED   | Kostas Fortounis      | 73'    |
| 6     | MED   | Chiquinho             | 77'    |
| 56    | MED   | Daniel Podence        | 106'   |
| 9     | DEL   | Ayoub El Kaabi        | 120+2' |
| D. T. | D. T. | José Luis Mendilibar  |        |

| 1     | POR   | Pietro Terracciano    |      |
| 2     | DEF   | Dodô                  |      |
| 28    | DEF   | Lucas Martínez Quarta |      |
| 4     | DEF   | Nikola Milenković     |      |
| 3     | DEF   | Cristiano Biraghi     | 106' |
| 6     | MED   | Arthur Melo           | 74'  |
| 38    | MED   | Rolando Mandragora    |      |
| 10    | MED   | Nicolás González      | 106' |
| 5     | MED   | Giacomo Bonaventura   | 82'  |
| 99    | MED   | Christian Kouamé      | 82'  |
| 20    | DEL   | Andrea Belotti        | 59'  |
| D. T. | D. T. | Vincenzo Italiano     |      |

| 22 | DEL | Stevan Jovetić   | 73'    |
| 5  | MED | André Horta      | 77'    |
| 18 | DEF | Quini            | 91'    |
| 19 | MED | Giorgos Masouras | 106'   |
| 11 | DEL | Youssef El-Arabi | 120+2' |

| 18 | DEL | M'Bala Nzola   | 59'  |
| 32 | MED | Alfred Duncan  | 74'  |
| 72 | MED | Antonín Barák  | 82'  |
| 11 | DEL | Jonathan Ikoné | 82'  |
| 16 | DEF | Luca Ranieri   | 106' |
| 9  | DEL | Lucas Beltrán  | 106' |

| 116' | Ayoub El Kaabi | 1:0 |

| 28' · 94' · 95' · 117' | Daniel Podence Stevan Jovetić Alexandros Paschalakis (suplente) Ayoub El Kaabi |

| 42' · 79' · 99' | Lucas Martínez Quarta Christian Kouamé Cristiano Biraghi |

| Principal  | Artur Soares Dias |
| Asistentes | Paulo Soares      |
|            | Pedro Ribeiro     |
| Cuarto     | Glenn Nyberg      |

| VAR            | Tiago Martins     |
| Asistentes VAR | Christian Dingert |
|                | Marco Fritz       |

|                    |     |     |
| Tiros              | 6   | 17  |
| Tiros a puerta     | 4   | 4   |
| Faltas             | 10  | 17  |
| Saques de esquina  | 5   | 6   |
| Fueras de juego    | 4   | 3   |
| Posesión del balón | 47% | 53% |

| Alineación inicial |

|                                |
| Bandera de Grecia              |
| Campeón Olympiacos 1.er título |

## Estadísticas

### Máximos anotadores
Nota: No contabilizados los partidos y goles en rondas previas.
| \| Pos. \| Jugador \| Goles \| Part. (Min.) \| Prom. \| Club \| \| ---- \| -------------- \| ----- \| ------------ \| ----- \| ---------------- \| \| 1 \| Ayoub El Kaabi \| 11 \| 9 (845') \| 1.22 \| Olympiacos \| \| 2 \| Eran Zahavi \| 8 \| 8 (726') \| 1 \| Maccabi Tel Aviv \| \| 3 \| Bruno Petković \| 7 \| 7 (608') \| 1 \| Dinamo Zagreb \| \| 4 \| Hans Vanaken \| 6 \| 11 (990') \| 0.55 \| Brujas \| Actualizado al último partido disputado el 29 de mayo de 2024 (de acuerdo a la página oficial de la competición). |                |       |              |       |                  |
| Pos. | Jugador        | Goles | Part. (Min.) | Prom. | Club             |
| 1 | Ayoub El Kaabi | 11    | 9 (845')     | 1.22  | Olympiacos       |
| 2 | Eran Zahavi    | 8     | 8 (726')     | 1     | Maccabi Tel Aviv |
| 3 | Bruno Petković | 7     | 7 (608')     | 1     | Dinamo Zagreb    |
| 4 | Hans Vanaken   | 6     | 11 (990')    | 0.55  | Brujas           |

### Tabla de asistencias
Nota: No contabilizados los partidos y goles en rondas previas.
| \| Pos. \| Jugador \| Asistencias \| Part. (Min.) \| Prom. \| Club \| \| ---- \| ------------------- \| ----------- \| ------------ \| ----- \| ------------------- \| \| 1 \| Farès Chaïbi \| 5 \| 7 (538') \| 0.71 \| Eintracht Fráncfort \| \| 2 \| Leon Bailey \| 5 \| 11 (771') \| 0.45 \| Aston Villa \| \| 3 \| Fred \| 4 \| 8 (502') \| 0.5 \| Fenerbahçe \| \| 4 \| Rémy Cabella \| 4 \| 9 (535') \| 0.44 \| Lille \| \| 5 \| Daniel Podence \| 4 \| 8 (601') \| 0.5 \| Olympiacos \| \| 6 \| Gabi Kanichowsky \| 4 \| 8 (632') \| 0.5 \| Maccabi Tel Aviv \| \| 7 \| Sebastian Szymański \| 4 \| 10 (636') \| 0.4 \| Fenerbahçe \| \| 8 \| Michał Skóraś \| 4 \| 11 (644') \| 0.36 \| Brujas \| \| 9 \| Douglas Luiz \| 4 \| 12 (901') \| 0.33 \| Aston Villa \| Actualizado al último partido disputado el 29 de mayo de 2024 (de acuerdo a la página oficial de la competición). |                     |             |              |       |                     |
| Pos. | Jugador             | Asistencias | Part. (Min.) | Prom. | Club                |
| 1 | Farès Chaïbi        | 5           | 7 (538')     | 0.71  | Eintracht Fráncfort |
| 2 | Leon Bailey         | 5           | 11 (771')    | 0.45  | Aston Villa         |
| 3 | Fred                | 4           | 8 (502')     | 0.5   | Fenerbahçe          |
| 4 | Rémy Cabella        | 4           | 9 (535')     | 0.44  | Lille               |
| 5 | Daniel Podence      | 4           | 8 (601')     | 0.5   | Olympiacos          |
| 6 | Gabi Kanichowsky    | 4           | 8 (632')     | 0.5   | Maccabi Tel Aviv    |
| 7 | Sebastian Szymański | 4           | 10 (636')    | 0.4   | Fenerbahçe          |
| 8 | Michał Skóraś       | 4           | 11 (644')    | 0.36  | Brujas              |
| 9 | Douglas Luiz        | 4           | 12 (901')    | 0.33  | Aston Villa         |

### Tripletes o más
A continuación se detallan los tripletes conseguidos a lo largo de la temporada.
Nota: No contabilizados los partidos y asistencias en rondas previas.
| Fecha      | Jugador         | Minuto      | Local        |                       | Resultado |                    | Visitante  | Rep.              |
| ---------- | --------------- | ----------- | ------------ | --------------------- | --------- | ------------------ | ---------- | ----------------- |
| 26/10/2023 | Gift Orban      | 6' 54' 69'  | Breiðablik   | Bandera de Islandia   | 2 – 3     | Bandera de Bélgica | Gent       | Jornada 4         |
| 30/11/2023 | Benjamin Nygren | 55' 75' 84' | Nordsjælland | Bandera de Noruega    | 6 – 1     | Bandera de Turquía | Fenerbahçe | Jornada 5         |
| 2/5/2024   | Ayoub El Kaabi  | 16' 29' 56' | Aston Villa  | Bandera de Inglaterra | 2 – 4     | Bandera de Grecia  | Olympiacos | Semifinales (ida) |

### Autogoles
A continuación se detallan los autogoles marcados a lo largo de la temporada.
Nota: No contabilizados los partidos y asistencias en rondas previas.
| Fecha      | Jugador              | Minuto       | Local           |                                 | Resultado |                       | Visitante          | Rep.                |
| ---------- | -------------------- | ------------ | --------------- | ------------------------------- | --------- | --------------------- | ------------------ | ------------------- |
| 5/10/2023  | Eric Bailly          | 2 – 3, 89'   | Beşiktaş        | Bandera de Turquía              | 2 – 3     | Bandera de Suiza      | Lugano             | Jornada 2           |
| 5/10/2023  | Son                  | 5 – 1, 68'   | Nordsjælland    | Bandera de Dinamarca            | 7 – 1     | Bandera de Bulgaria   | Ludogorets Razgrad | Jornada 2           |
| 26/10/2023 | Rodrigo Becão        | 2 – 1, 65'   | Fenerbahçe      | Bandera de Turquía              | 3 – 1     | Bandera de Bulgaria   | Ludogorets Razgrad | Jornada 3           |
| 26/10/2023 | Brede Moe            | 3 – 1, 90+1' | Bodø/Glimt      | Bandera de Noruega              | 3 – 1     | Bandera de Turquía    | Beşiktaş           | Jornada 3           |
| 26/10/2023 | Slobodan Jakovljević | 1 – 1, 32'   | Zrinjski Mostar | Bandera de Bosnia y Herzegovina | 1 – 2     | Bandera de Polonia    | Legia Varsovia     | Jornada 3           |
| 30/11/2023 | Arseniy Batahov      | 2 – 0, 49'   | Gent            | Bandera de Bélgica              | 4 – 1     | Bandera de Ucrania    | Zoryá Lugansk      | Jornada 5           |
| 14/12/2023 | Dominik Takac        | 2 – 0, 48'   | Fenerbahçe      | Bandera de Turquía              | 4 – 0     | Bandera de Eslovaquia | Spartak Trnava     | Jornada 6           |
| 14/12/2023 | Joona Toivio         | 3 – 1, 53'   | PAOK            | Bandera de Grecia               | 4 – 2     | Bandera de Finlandia  | HJK                | Jornada 6           |
| 14/12/2023 | Damir Muminovic      | 2 – 0, 11'   | Zoryá Lugansk   | Bandera de Ucrania              | 4 – 0     | Bandera de Islandia   | Breiðablik         | Jornada 6           |
| 21/02/2024 | Abdoulaye Seck       | 1 – 1, 69'   | Gent            | Bandera de Bélgica              | 1 – 1     | Bandera de Israel     | Maccabi Haifa      | Preliminar (Vuelta) |
| 14/03/2024 | Petar Sučić          | 2 – 0, 33'   | PAOK            | Bandera de Grecia               | 5 – 1     | Bandera de Croacia    | Dinamo Zagreb      | Octavos (Vuelta)    |

### Rendimiento general
Nota: No contabilizadas las estadísticas en rondas previas.
| Club | Club                 | Pts. | PJ | PG | PE | PP | GF | GC | Dif. | Rend.  |
| ---- | -------------------- | ---- | -- | -- | -- | -- | -- | -- | ---- | ------ |
| 1    | Olympiacos           | 19   | 9  | 6  | 1  | 2  | 19 | 10 | +9   | 70.37% |
| 2    | Fiorentina           | 25   | 13 | 6  | 6  | 1  | 25 | 13 | +12  | 64.1%  |
| 3    | Brujas               | 26   | 12 | 8  | 2  | 2  | 25 | 9  | +16  | 72.22% |
| 4    | Aston Villa          | 20   | 12 | 6  | 2  | 4  | 21 | 16 | +5   | 55.56% |
| 5    | Viktoria Plzeň       | 22   | 10 | 6  | 4  | 1  | 9  | 3  | +5   | 73.33% |
| 6    | Lille                | 21   | 10 | 6  | 3  | 1  | 17 | 6  | +11  | 70%    |
| 7    | PAOK Salónica        | 19   | 10 | 6  | 1  | 3  | 21 | 16 | +5   | 63.33% |
| 8    | Fenerbahçe           | 18   | 10 | 6  | 0  | 4  | 19 | 15 | +4   | 60%    |
| 9    | Maccabi Tel Aviv     | 18   | 8  | 6  | 0  | 2  | 19 | 14 | +5   | 75%    |
| 10   | Dinamo Zagreb        | 16   | 10 | 5  | 1  | 4  | 15 | 11 | +4   | 53.33% |
| 11   | Molde                | 9    | 4  | 3  | 0  | 1  | 8  | 6  | +2   | 75%    |
| 12   | Sturm Graz           | 7    | 4  | 2  | 1  | 1  | 6  | 5  | +1   | 58.33% |
| 13   | Union Saint-Gilloise | 7    | 4  | 2  | 1  | 1  | 5  | 6  | –1   | 58.33% |
| 14   | Servette             | 6    | 4  | 1  | 3  | 0  | 1  | 0  | +1   | 50%    |
| 15   | Maccabi Haifa        | 5    | 4  | 1  | 2  | 1  | 6  | 6  | 0    | 41.67% |
| 16   | Ajax                 | 3    | 4  | 0  | 3  | 1  | 3  | 7  | –4   | 25%    |
| 17   | Gent                 | 14   | 8  | 4  | 2  | 2  | 17 | 9  | +8   | 58.33% |
| 18   | Ludogorets Razgrad   | 13   | 8  | 4  | 1  | 3  | 11 | 12 | –1   | 54.17% |
| 19   | Bodø/Glimt           | 12   | 8  | 3  | 3  | 2  | 14 | 11 | +3   | 50%    |
| 20   | Legia Varsovia       | 12   | 8  | 4  | 0  | 4  | 12 | 12 | 0    | 50%    |
| 21   | Eintracht Frankfurt  | 10   | 8  | 3  | 1  | 4  | 14 | 11 | +3   | 41.67% |
| 22   | Ferencváros          | 10   | 8  | 2  | 4  | 2  | 9  | 8  | +1   | 41.67% |
| 23   | Slovan Bratislava    | 10   | 8  | 3  | 1  | 4  | 9  | 12 | –3   | 41.67% |
| 24   | Real Betis           | 1    | 2  | 0  | 1  | 1  | 1  | 2  | –1   | 16.67% |
| 25   | Nordsjælland         | 10   | 6  | 3  | 1  | 2  | 17 | 7  | +10  | 55.56% |
| 26   | Genk                 | 9    | 6  | 2  | 3  | 1  | 8  | 5  | +3   | 50%    |
| 27   | Zoryá Lugansk        | 7    | 6  | 2  | 1  | 3  | 10 | 11 | –1   | 38.89% |
| 28   | Aberdeen             | 6    | 6  | 1  | 3  | 2  | 10 | 10 | 0    | 33.33% |
| 29   | AZ Alkmaar           | 6    | 6  | 2  | 0  | 4  | 7  | 12 | –5   | 33.33% |
| 30   | Olimpija Ljubljana   | 6    | 6  | 2  | 0  | 4  | 4  | 9  | –5   | 33.33% |
| 31   | Zrinjski Mostar      | 4    | 6  | 1  | 1  | 4  | 6  | 10 | –4   | 22.22% |
| 32   | KÍ Klaksvík          | 4    | 6  | 1  | 1  | 4  | 5  | 9  | –4   | 22.22% |
| 33   | Balkani              | 4    | 6  | 1  | 1  | 4  | 3  | 7  | –4   | 22.22% |
| 34   | Beşiktaş             | 4    | 6  | 1  | 1  | 4  | 7  | 14 | –7   | 22.22% |
| 35   | Lugano               | 4    | 6  | 1  | 1  | 4  | 6  | 14 | –8   | 22.22% |
| 36   | Astaná               | 4    | 6  | 1  | 1  | 4  | 4  | 13 | –9   | 22.22% |
| 37   | HJK                  | 2    | 6  | 0  | 2  | 4  | 7  | 17 | –10  | 11.11% |
| 38   | Spartak Trnava       | 1    | 6  | 0  | 1  | 5  | 3  | 15 | –12  | 5.56%  |
| 39   | Breiðablik           | 0    | 6  | 0  | 0  | 6  | 5  | 18 | –13  | 0%     |
| 40   | Čukarički            | 0    | 6  | 0  | 0  | 6  | 2  | 16 | –14  | 0%     |

### Equipo ideal
El grupo de observadores técnicos de UEFA, seleccionó los siguientes 11 futbolistas como «Equipo de la Temporada» de la competición:
| \| N.º \| Pos. \| Nac. \| Jugador \| Equipo \| \| ------------------------------------------------------ \| ---- \| ---- \| ------------------ \| -------------- \| \| 1 \| POR \| \| Pietro Terracciano \| Fiorentina \| \| 2 \| DEF \| \| Dodô \| Fiorentina \| \| 3 \| DEF \| \| Robin Hranáč \| Viktoria Plzeň \| \| 16 \| DEF \| \| David Carmo \| Olympiacos \| \| 3 \| DEF \| \| Cristiano Biraghi \| Fiorentina \| \| 20 \| MED \| \| Hans Vanaken \| Brujas \| \| 7 \| MED \| \| John McGinn \| Aston Villa \| \| 7 \| MED \| \| Kostas Fortounis \| Olympiacos \| \| 31 \| DEL \| \| Leon Bailey \| Aston Villa \| \| 9 \| DEL \| \| Ayoub El Kaabi \| Olympiacos \| \| 56 \| DEL \| \| Daniel Podence \| Olympiacos \| \| Fuente: Unión Europea de Asociaciones de Fútbol (UEFA) \| \| \| \| \| |      |                            |                    |                |
| N.º | Pos. | Nac.                       | Jugador            | Equipo         |
| 1 | POR  | Bandera de Italia          | Pietro Terracciano | Fiorentina     |
| 2 | DEF  | Bandera de Brasil          | Dodô               | Fiorentina     |
| 3 | DEF  | Bandera de República Checa | Robin Hranáč       | Viktoria Plzeň |
| 16 | DEF  | Bandera de Angola          | David Carmo        | Olympiacos     |
| 3 | DEF  | Bandera de Italia          | Cristiano Biraghi  | Fiorentina     |
| 20 | MED  | Bandera de Bélgica         | Hans Vanaken       | Brujas         |
| 7 | MED  | Bandera de Escocia         | John McGinn        | Aston Villa    |
| 7 | MED  | Bandera de Grecia          | Kostas Fortounis   | Olympiacos     |
| 31 | DEL  | Bandera de Jamaica         | Leon Bailey        | Aston Villa    |
| 9 | DEL  | Bandera de Marruecos       | Ayoub El Kaabi     | Olympiacos     |
| 56 | DEL  | Bandera de Portugal        | Daniel Podence     | Olympiacos     |
| Fuente: Unión Europea de Asociaciones de Fútbol (UEFA) |      |                            |                    |                |

## Premios

### Jugador de la semana
| Fase                | Primero             | Primero             | Segundo               | Segundo              | Tercero                  | Tercero          | Cuarto                 | Cuarto               |
| Fase                | Jugador             | Equipo              | Jugador               | Equipo               | Jugador                  | Equipo           | Jugador                | Equipo               |
| ------------------- | ------------------- | ------------------- | --------------------- | -------------------- | ------------------------ | ---------------- | ---------------------- | -------------------- |
| Jornada 1           | Zvonimir Kožulj     | Zrinjski Mostar     | Jakub Piotrowski      | Ludogorets Razgrad   | Ernest Muçi              | Legia Varsovia   | Luca Ranieri           | Fiorentina           |
| Jornada 2           | Benjamin Nygren     | Nordsjælland        | Joshua King           | Fenerbahçe           | Vincent Aboubakar        | Beşiktaş         | Tarik Tissoudali       | Gent                 |
| Jornada 3           | Dina Ebimbe         | Eintracht Fráncfort | Lucas Beltrán         | Fiorentina           | Hugo Cuypers             | Gent             | Miha Zajc              | Fenerbahçe           |
| Jornada 4           | Gift Orban          | Gent                | Faris Pemi Moumbagna  | Bodø/Glimt           | Dor Peretz               | Maccabi Tel Aviv | Jason Daði Svanþórsson | Breiðablik           |
| Jornada 5           | Benjamin Nygren     | Nordsjælland        | Juraj Kucka           | Slovan Bratislava    | Amahl Pellegrino         | Bodø/Glimt       | Igor Thiago            | Club Brujas          |
| Jornada 6           | Eran Zahavi         | Maccabi Tel Aviv    | Edin Džeko            | Fenerbahçe           | Josué Pesqueira          | Legia Varsovia   | Bryan Heynen           | Genk                 |
| Preliminar (Ida)    | Albert Grønbæk      | Bodø/Glimt          | Fredrik Gulbrandsen   | Molde                | Tomi Horvat              | Sturm Graz       | Mathias Rasmussen      | Union Saint-Gilloise |
| Preliminar (Vuelta) | Fredrik Gulbrandsen | Molde               | Cameron Puertas       | Union Saint-Gilloise | Jérémy Frick             | Servette         | Mika Biereth           | Sturm Graz           |
| Octavos (Ida)       | Bruno Petković      | Dinamo Zagreb       | Eran Zahavi           | Maccabi Tel Aviv     | Jonathan David           | Lille            | Jorrel Hato            | Ajax                 |
| Octavos (Vuelta)    | Ayoub El Kaabi      | Olympiacos          | Andreas Skov Olsen    | Brujas               | Konstantinos Koulierakis | PAOK             | Martin Jedlička        | Viktoria Pilsen      |
| Cuartos (Ida)       | Kostas Fortounis    | Olympiacos          | John McGinn           | Aston Villa          | Hans Vanaken             | Brujas           | Lucas Martínez Quarta  | Fiorentina           |
| Cuartos (Vuelta)    | Ferran Jutglà       | Brujas              | Konstantinos Tzolakis | Olympiacos           | Matty Cash               | Aston Villa      | Cristiano Biraghi      | Fiorentina           |
| Semifinales (Ida)   | Ayoub El Kaabi      | Olympiacos          | M'Bala Nzola          | Fiorentina           |                          |                  |                        |                      |

### Gol de la semana
| Fase                | Primero            | Primero            | Segundo            | Segundo              | Tercero            | Tercero         | Cuarto            | Cuarto             |
| Fase                | Jugador            | Equipo             | Jugador            | Equipo               | Jugador            | Equipo          | Jugador           | Equipo             |
| ------------------- | ------------------ | ------------------ | ------------------ | -------------------- | ------------------ | --------------- | ----------------- | ------------------ |
| Jornada 1           | Yvann Maçon        | Maccabi Tel Aviv   | Owusu Kwabena      | Ferencváros          | Zvonimir Kožulj    | Zrinjski Mostar | Ivan Yordanov     | Ludogorets Razgrad |
| Jornada 2           | Vincent Aboubakar  | Beşiktaş           | Joshua King        | Fenerbahçe           | Benjamin Nygren    | Nordsjælland    | Almir Kryeziu     | Ballkani           |
| Jornada 3           | Lucas Beltrán      | Fiorentina         | Skov Olsen         | Club Brujas          | Tarik Tissoudali   | Gent            | Blaž Kramer       | Legia Varsovia     |
| Jornada 4           | Jakub Piotrowski   | Ludogorets Razgrad | Farès Chaïbi       | Eintracht Fráncfort  | Tayfur Bingöl      | Beşiktaş        | David Sualehe     | Olimpija Ljubljana |
| Jornada 5           | Angus MacDonald    | Aberdeen           | Gift Orban         | Gent                 | Casper Nielsen     | Club Brujas     | Aleksandar Pešić  | Ferencváros        |
| Jornada 6           | Matija Malekinušić | Zrinjski Mostar    | Magomed Ozdoev     | PAOK                 | Bryan Heynen       | Genk            | Adam Vlkanova     | Viktoria Plzen     |
| Preliminar (Ida)    | Albert Grønbæk     | Bodø/Glimt         | Mika Biereth       | Sturm Graz           | Steven Berghuis    | Ajax            | Josué Pesqueira   | Legia Varsovia     |
| Preliminar (Vuelta) | Cédric Bakambu     | Real Betis         | Dennis Eckert      | Union Saint-Gilloise | Eirik Hestad       | Molde           | Patrick Berg      | Bodø/Glimt         |
| Octavos (Ida)       | Anan Khalaili      | Maccabi Haifa      | Jonathan David     | Lille                | Jayden Oosterwolde | Fenerbahçe      | Ayoub El Kaabi    | Olympiacos         |
| Octavos (Vuelta)    | Ayoub El Kaabi     | Olympiacos         | Andreas Skov Olsen | Brujas               | Ollie Watkins      | Aston Villa     | Arbër Hoxha       | Dinamo Zagreb      |
| Cuartos (Ida)       | Kostas Fortounis   | Olympiacos         | John McGinn        | Aston Villa          | Hugo Vetlesen      | Brujas          | Stevan Jovetić    | Olympiacos         |
| Cuartos (Vuelta)    | Yusuf Yazıcı       | Lille              | İrfan Kahveci      | Fenerbahçe           | Ferran Jutglà      | Brujas          | Cristiano Biraghi | Fiorentina         |
| Semifinales (Ida)   | Riccardo Sottil    | Fiorentina         | Ollie Watkins      | Aston Villa          | Ayoub El Kaabi     | Olympiacos      | Igor Thiago       | Brujas             |